# مک‌دانل داگلاس اف-۴ فانتوم ۲
مک‌دانل داگلاس اف-۴ فانتوم ۲ (به انگلیسی: McDonnell Douglas F-4 Phantom II) مشهور به فانتوم (فانتوم در زبان انگلیسی به معنای شبح است)، جنگنده-بمب‌افکن دو سرنشینه و ۲ موتوره مافوق صوت و دوربرد است که توانایی عملیات در تمام ساعات شب و روز و همه شرایط آب و هوایی را دارد. از فانتوم به عنوان یکی از بهترین و مشهورترین جنگنده‌های سده بیستم میلادی نام برده می‌شود.
فانتوم ۲ از سال ۱۹۶۰ وارد خدمت در نیروی دریایی ایالات متحده گردید. کارایی که فانتوم از خود نشان داد، سبب آن شد که نیروی هوایی و سپاه تفنگداران دریایی ایالات متحده که در ابتدا به آن علاقه‌ای نداشتند آن را سفارش و استفاده از آن را آغاز کردند. شرکت مک‌دانل داگلاس این هواپیما را تا اواخر دهه ۱۹۷۰ برای نیروی دریایی ایالات متحده می‌ساخت سرعت فانتوم به عنوان یک جنگنده بزرگ به بیش از ۲٫۲ ماخ می‌رسد، در عین حال توانایی حمل ۸۴۸۰ کیلوگرم سلاح و مهمات از جمله موشک، راکت و بمب را در ۹ جایگاه خارجی دارا می‌باشد. اف-۴ مانند دیگر رهگیرهای زمان خود بدون توپ مسلسل داخلی طراحی شده بود اما در مدل‌های بعدی، توپ گاتلینگ ۲۰م‌م ام۶۱ والکان در آن جاسازی شد. این جنگنده در ابتدای خدمت خود توانست ۱۵ رکورد جهانی هنگام پرواز همچون حداکثر سرعت و حداکثر ارتفاع پرواز را به خود اختصاص دهد.
فانتوم در ویتنام جانشین اف-۱۰۵ شد و به‌طور گسترده مورد استفاده قرار گرفت و به عنوان یک جنگنده برتری هوایی (و در اواخر جنگ شناسایی و بمب‌افکن) به خوبی ایفای نقش نمود. فانتوم آخرین جنگنده نیروی هوایی آمریکا بود که خلبانان تک‌خال زیادی در قرن بیستم داشت. در جنگ ویتنام، یک خلبان از نیروی هوایی آمریکا و یک خلبان از نیروی دریایی آمریکا هرکدام به پنج پیروزی در نبرد هوایی دست یافتند و به عنوان خلبان تک‌خال رسیدند. این هواپیما در طی دهه‌های ۱۹۷۰ و ۱۹۸۰ ستون فقرات نیروی هوایی آمریکا را تشکیل می‌داد. این هواپیما به‌تدریج با هواپیماهایی جدیدتری همچون اف۱۵ و اف۱۶ در نیروی هوایی آمریکا، اف-۱۴ تام‌کت و اف-۱۸ هورنت در نیروی دریایی آمریکا جایگزین شد. در سال ۱۹۹۱ در جنگ خلیج فارس از فانتوم اف-۴ برای شناسایی، شکار رادارها و موشک‌های زمین‌به‌هوا و نیز تحت‌فشار قرار دادن جنگنده‌های عراقی استفاده شد تا این‌که در سال ۱۹۹۶ میلادی رسماً بازنشسته شد. فانتوم اف-۴ تنها هواپیمایی بود که در هر دو تیم نمایش هوایی ایالات متحده یعنی  تاندربیردز نیروی هوایی (اف۴ای) و بلو انجلز نیروی دریایی (اف۴جی) بکار گرفته شد. فانتوم علاوه بر نیروهای دریایی و هوایی ایالات متحده در ارتش ۱۱ کشور دیگر نیز خدمت کرده است. فانتوم‌های اسرائیلی در درگیری‌های اعراب و اسرائیل عملیات‌های بسیاری انجام داده‌اند.
شاه ایران در سال ۱۹۷۴ تعداد ۲۰۹ فروند از این جنگنده را خرید که در جنگ ایران و عراق نقش مهمی ایفا کردند و اکنون نیز ستون فقرات نیروی هوایی ایران را تشکیل می‌دهد. این هواپیما هنوز در نیروی هوایی ۱۱ کشور از جمله ایران (انواع دی، ئی، و آرافئی) خدمت می‌کند. در نیروی هوایی ایالات متحده از آن به عنوان پهپاد (بدون سرنشین) به عنوان هدف در تمرینات موشکی و درگیری‌های هوایی استفاده می‌شود. خط تولید این هواپیما از ۱۹۵۸ تا ۱۹۸۱ فعال بوده و ۵۱۹۵ فروند اف-۴ در آن تولید شده است که بیشترین تعداد هواپیمای مافوق صوت تولید شده از یک نوع در آمریکاست.

## توسعه
در سال ۱۹۵۳ دفتر طراحی مک‌دانل کار بر روی اصلاح اف۳اچ را آغاز نمود. در سال ۱۹۵۴ یک نمونه کامل از هواپیمای طراحی شده به نام اف۳اچ-جی ساخته شد و به نیروی دریایی ارائه گردید. این طرح به شدت مورد توجه قرار گرفت و بنابراین دستور ساخت دو فروند نمونه اولیه از سوی نیروی دریایی به مک‌دانل داده شد. این طرح، هواپیمایی بود تک‌سرنشین و مجهز به ۴ قبضه مسلسل ۲۰ میلی‌متری و دارای ۱۱ جایگاه حمل بمب یا موشک که توانایی عملیات در هر شرایط آب‌وهوایی را دارا بود. نیروی رانش آن توسط ۲ موتور از نوع جی-۶۵ تأمین می‌گردید و این جنگنده را به راحتی به سرعت ۱٫۵ ماخ می‌رساند. اما در سال ۱۹۵۴ میلادی با توجه به شرایط جدید حاکم بر سیاست خارجی ایالات متحده و مأموریت‌های محوله به نیروی دریایی، موارد مهمی به قابلیت‌های درخواستی مورد نظر برای این جنگنده اضافه شد که موجب تأخیر در طراحی و ساخت این هواپیما گردید، از جمله این موارد می‌توان قابلیت شرکت در عملیات‌های رهگیری و دفاع، قابلیت پرواز در شرایط جوی مختلف و مشکل، اضافه شدن یک رادار پیشرفته ای‌ان/ای‌پی‌کیو ۱۰۹ و افزودن نفر دوم به خدمه برای هدایت رادار را نام برد.

## طراحی

### نگاه کلی

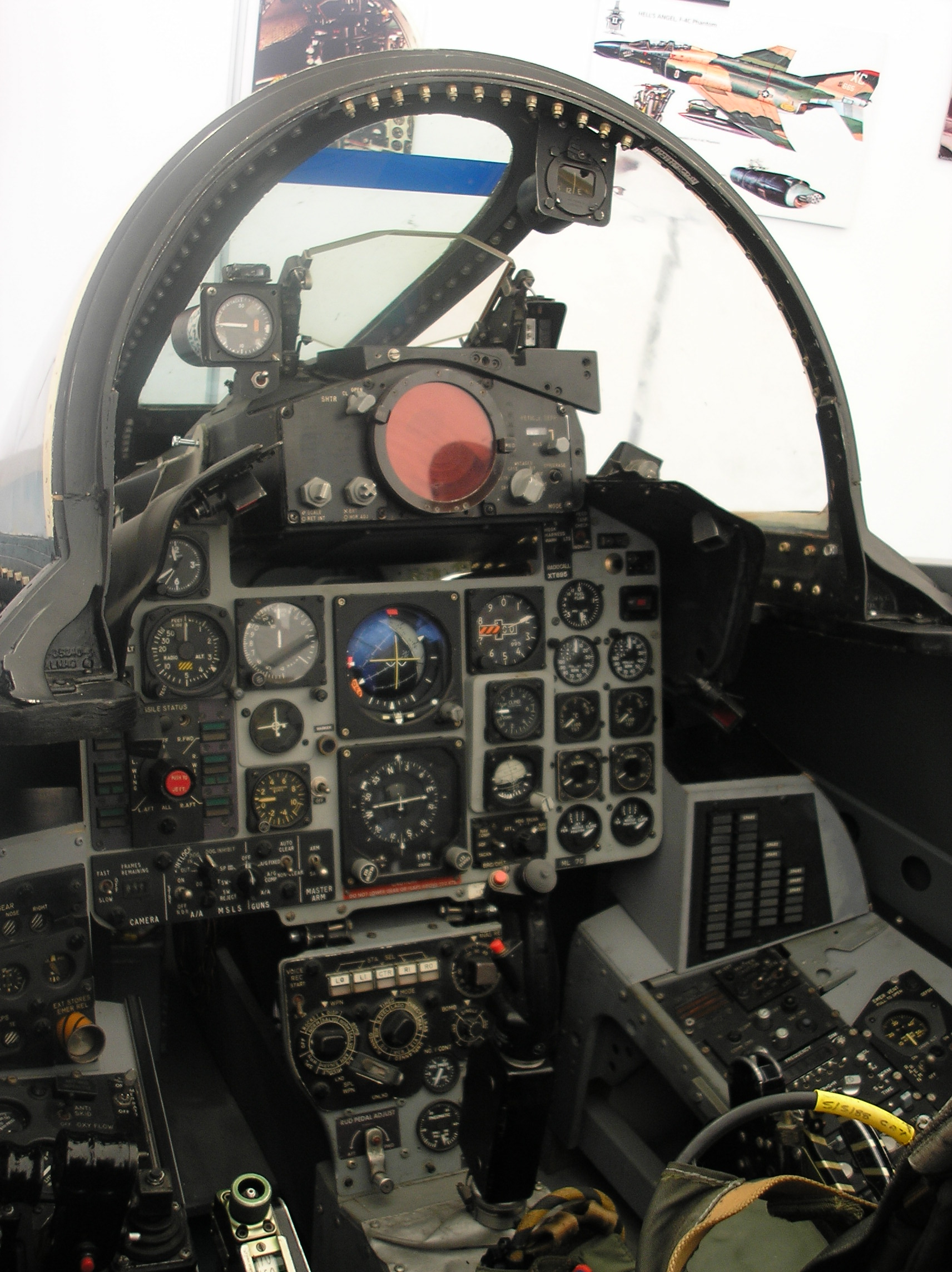
کابین اف۴ فانتوم ۲

فانتوم اف۴، جنگنده-بمب‌افکن دو سرنشینه‌ای است که به عنوان هواپیمای رهگیر برای پر کردن خلأ موجود در جنگنده‌های دفاعی نیروی دریایی آمریکا طراحی شد. از نوآوری‌های به‌کار رفته در آن می‌توان به رادار دوپلر پالس پیشرفته آن و نیز به‌کارگیری گسترده تیتانیوم در بدنه آن اشاره کرد.
علاوه بر اندازه و بیشینه وزن برخاست بالای ۶۰٬۰۰۰ پوندی (۲۷٬۰۰۰ کیلوگرم) آن، اف۴ بیشینه سرعت ۲٫۲۳ ماخ را دارد و سرعت اوجگیری اولیه آن بیش از ۴۱٬۰۰۰ فوت بر دقیقه (۲۱۰ متر بر ثانیه) است. ۹ جایگاه تسلیحات آن توانایی حمل بیش از ۱۸٬۶۵۰ پوند (۸۴۸۰ کیلوگرم) جنگ‌افزار، شامل موشک‌های هوابه‌هوا، هوا به سطح، هدایت‌شده، هدایت‌نشده و بمب‌های هیدروژنی را دارد. همچون دیگر هواپیماهای رهگیر آن زمان، اف۴ بدون توپ داخلی بود.
طراحی این هواپیمای جنگنده دو سرنشینه که برد بالا و امکان حمل جنگ‌افزار بالایی را داشت پایه‌ای برای طراحی نسل بعدی جنگنده‌های سبک بهینه شده برای جنگ در طول روز بود.

### ویژگی‌های پروازی
در جنگ‌های هوایی بزرگ‌ترین برتری فانتوم، شتاب بالای آن بوده است. این توانایی باعث می‌شد خلبان‌های متبحر حق انتخاب برای آغاز یک جنگ هوایی یا عقب‌نشینی از آن را داشته باشند. هواپیمای غول‌پیکر فانتوم که برای شلیک موشک‌های هدایت‌شونده با رادار طراحی شده بودند چابکی رقبای ساخت شوروی خود مانند میگ‌ها را نداشتند و گاه در مانورهای سخت، از مسیر خود منحرف شده و دچار پیچ خوردن‌های غیرقابل کنترل می‌شد، با این حال خلبانان معتقد بودند که هواپیما انعطاف خوبی در عملکرد دارد و پرواز با آن راحت است. در سال ۱۹۷۲ به بال‌های مدل اف-۴ ئی، هوازه را افزودند که به آن توانایی مانور با زاویه حمله بالا را می‌داد.
موتورهای جی ۷۹ دود سیاه غلیظی را تولید می‌کرد که فانتوم‌ها را از دور قابل شناسایی می‌کرد. خلبان‌ها این دود را با به‌کارگیری حالت پس‌سوز از میان می‌بردند اما این کار راندمان سوخت را کم می‌کرد. بعضی از خلبان‌ها پس سوز را در یک موتور هواپیما استفاده می‌کردند که این کار روی شتاب هواپیما همان تأثیر را می‌گذاشت که از پس‌سوز در هر دو موتور استفاده شود و از طرفی هم دود به‌شدت سیاه غلیظ موقعیت هواپیما را مشخص نمی‌کرد.
یکی از ضعف‌های بزرگ فانتوم در طراحی‌های اولیه آن نبود مسلسل داخلی در آن بود. چون برای دوره کوتاهی عقیده بر این بود که جنگ‌های هوایی چرخشی در سرعت‌های مافوق صوت غیرممکن است و در واقع به خلبانان یاد داده نمی‌شد که چگونه با این هواپیما با جنگنده‌های دیگر درگیر شوند. اما در واقعیت جنگ‌های هوایی معمولاً در سرعت‌های زیر صوت دنبال می‌شدند چون خلبانان با کاهش سرعت خود تلاش می‌کردند پشت سر هواپیمای دشمن قرار بگیرند. ضمناً موشکهای هوا به هوای گرمایاب و هدایت‌شده آن دوران هم ضعیف بودند و شانس اصابت کمی داشتند. در نهایت این ضعف با اضافه کردن مسلسل ۲۰ میلی‌متری شش لول ام۶۱ والکان در اف-۴ ئی جبران شد.

### هزینه‌ها
|                                    | اف-۴ سی                                          | آراف-۴ سی                                       | اف-۴ دی                                            | اف-۴ ئی                                         |
| ---------------------------------- | ------------------------------------------------ | ----------------------------------------------- | -------------------------------------------------- | ----------------------------------------------- |
| هزینه بخش تحقیق و توسعه            | –                                                | ۶۱٬۲۰۰ از ۱۹۶۵ تا ۱۹۳۷ ۴۵۱٬۳۴۲ از ۱۹۷۳ تا اکنون | –                                                  | ۲۲٬۷۰۰ از ۱۹۶۵ تا ۱۹۷۳ ۱۶۷٬۴۱۰ از ۱۹۷۳ تا اکنون |
| بدنه                               | ۱٬۳۸۸٬۷۲۵ در ۱۹۶۵ ۱۰٬۲۴۱٬۶۶۴ (اکنون)             | ۱٬۶۷۹٬۰۰۰ در ۱۹۶۵ ۱۲٬۳۸۲٬۴۰۳ (اکنون)            | ۱٬۰۱۸٬۶۸۲ در ۱۹۶۵ ۷٬۵۱۲٬۶۴۵ در ۲۰۰۸                | ۱٬۶۶۲٬۰۰۰ در ۱۹۶۵ ۱۲٬۲۵۷٬۰۳۱ (اکنون)            |
| موتورها                            | ۳۱۷٬۶۴۷ در ۱۹۶۵ ۲٬۳۴۲٬۶۰۵ (اکنون)                | ۲۷۶٬۰۰۰ در ۱۹۶۵ ۲٬۰۳۵٬۴۶۴ (اکنون)               | ۲۶۰٬۵۶۳ در ۱۹۶۵ ۱٬۹۲۱٬۶۱۸ (اکنون)                  | ۳۹۳٬۰۰۰ در ۱۹۶۵ ۲٬۸۹۸٬۳۲۳ (اکنون)               |
| تجهیزات الکترونیکی                 | ۵۲٬۲۸۷ در ۱۹۶۵ ۱۸۵٬۶۱۰ (اکنون)                   | ۲۹۳٬۰۰۰ در ۱۹۶۵ ۲٬۱۶۰٬۸۳۶ (اکنون)               | ۲۶۲٬۱۰۱ در ۱۹۶۵ ۱٬۹۳۲٬۹۶۰ (اکنون)                  | ۲۹۹٬۰۰۰ در ۱۹۶۵ ۲٬۲۰۵٬۰۸۶ (اکنون)               |
| جنگ‌افزار                           | ۱۳۹٬۷۰۶ در ۱۹۶۵ ۱٬۰۳۰٬۳۱۳ (اکنون)                | ۷۳٬۰۰۰ در ۱۹۶۵ ۵۳۸٬۳۶۵ (اکنون)                  | ۱۳۳٬۴۳۰ در ۱۹۶۵ ۹۸۴٬۰۲۹ (اکنون)                    | ۱۱۱٬۰۰۰ در ۱۹۶۵ ۸۱۸٬۶۱۰ (اکنون)                 |
| مهمات                              | –                                                | –                                               | ۶٬۸۱۷ در ۱۹۶۵ ۵۰٬۲۷۴ (اکنون)                       | ۸٬۰۰۰ در ۱۹۶۵ ۵۸٬۹۹۹ (اکنون)                    |
| هزینه پرواز                        | ۱٬۹ میلیون (۱۹۶۵) ۱۴ میلیون (اکنون)              | ۲٬۳ میلیون (۱۹۶۵) ۱۷ میلیون (اکنون)             | ۱٬۷ میلیون (۱۹۶۵) ۱۲٬۵ میلیون (اکنون)              | ۲٬۴ میلیون (۱۹۶۵) ۱۷٬۷ میلیون (اکنون)           |
| هزینه تغییرات                      | ۱۱۶٬۲۸۹ از ۱۹۶۵ تا ۱۹۷۳ ۸۵۷٬۶۱۶ از ۱۹۷۳ تا اکنون | ۵۵٬۲۱۷ از ۱۹۶۵ تا ۱۹۷۳ ۴۰۷٬۲۱۸ از ۱۹۷۳ تا ۲۰۰۸  | ۲۳۳٬۴۵۸ از ۱۹۶۵ تا ۱۹۷۳ ۱٬۷۲۱٬۷۲۲ از ۱۹۷۳ تا اکنون | ۷٬۹۹۵ از ۱۹۶۵ تا ۱۹۷۳ ۵۸٬۹۶۲ از ۱۹۷۳ تا اکنون   |
| هزینه پرواز هر ساعت                | ۹۲۴ در ۱۹۶۵ ۶٬۸۱۴ در ۲۰۰۸                        | ۸۶۷ در ۱۹۶۵ ۶٬۳۹۵ (اکنون)                       | ۸۹۶ در ۱۹۶۵ ۶٬۶۰۸ (اکنون)                          | ۸۶۷ در ۱۹۶۵ ۶٬۶۰۸ (اکنون)                       |
| هزینه نگهداری به‌ازای هر ساعت پرواز | ۵۴۵ در ۱۹۶۵ ۴٬۰۱۹ (اکنون)                        | ۵۴۵ در ۱۹۶۵ ۴٬۰۱۹ (اکنون)                       | ۵۴۵ در ۱۹۶۵ ۴٬۰۱۹ (اکنون)                          | ۵۴۵ در ۱۹۶۵ ۴٬۰۱۹ (اکنون)                       |

نکته: مقادیر این جدول با ارزش دلار آمریکا در سال ۱۹۶۵ بیان شده‌اند و تغییرات آن به ازای تورم محاسبه شده است.

## در نیروی هوایی ایران

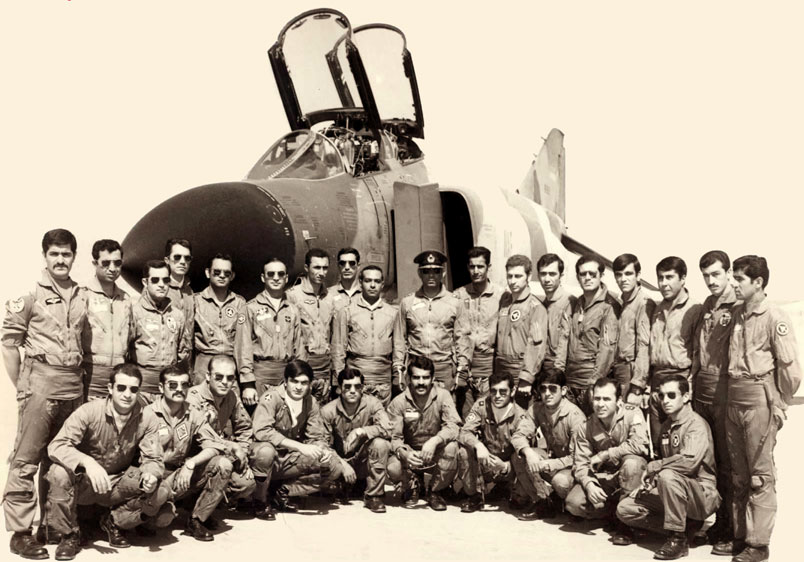
اولین اسکادران تخصصی جنگنده اف-۴ دی در شیراز (۱۹۷۱)

نیروی هوایی شاهنشاهی ایران در ابتدا تصمیم داشت جهت دور کردن میگ‌های نیروی هوایی شوروی، جنگنده اف-۱۱۱ را از کارخانه جنرال داینامیکس خریداری نماید؛ ولی با شکست پروژه این هواپیما، آمریکا تصمیم گرفت که جنگنده فانتوم که در جنگ ویتنام امتحان خوبی پس داده بود را به ایران بفروشد. گفتنی است این هواپیما نیز در نبرد با جنگنده پیشرفته میگ-۲۵ ناکام ماند و ایران مجبور شد از شرکت گرومن هواپیمای جنگندهٔ اف-۱۴ تام‌کت را خریداری نماید.
نیروی هوایی شاهنشاهی ایران بعد از نیروی هوایی اسرائیل دومین مشتری این جنگنده از لحاظ تعداد سفارش به‌شمار می‌رود. تعداد دقیق فانتوم‌های تحویل شده به ایران از سوی آمریکا دقیقاً مشخص نیست. بر اساس یکی از برآوردها، ۲۹ فروند اف-۴ دی، ۱۶۲ فروند اف-۴ ئی و ۱۷ فروند آراف-۴ ئی و ۲تا۳ فروند آراف-۴سی به ایران تحویل داده شده است. منبع خبری دیگری روال سفارش و تحویل فانتوم‌ها به ایران را به این ترتیب معرفی کرده: سفارش ۳۲ فانتوم اف-۴ دی در ۱۹۶۷ و تحویل آن‌ها در سپتامبر ۱۹۶۸، سفارش ۱۷۷ اف-۴ ئی و ۱۶ آراف-۴ ئی در ۱۹۷۳ و تحویل آن‌ها در ۱۹۷۷.
بسیاری از تجهیزات اضافه و قطعات یدک خریداری شده در آمریکا نگهداری می‌شده‌اند. خلبانان ایرانی این جنگنده در آمریکا و پاکستان دوره‌های آموزشی را طی کرده بودند. نیروی هوایی شاهنشاهی ایران از این جنگنده در جنگ ظفار و کمک به سرکوب شورشیان عمان و همچنین پاسداری از مرزهای شمالی و غربی ایران در برابر تجاوزات هوایی پراکنده شوروی و عراق استفاده نموده است.

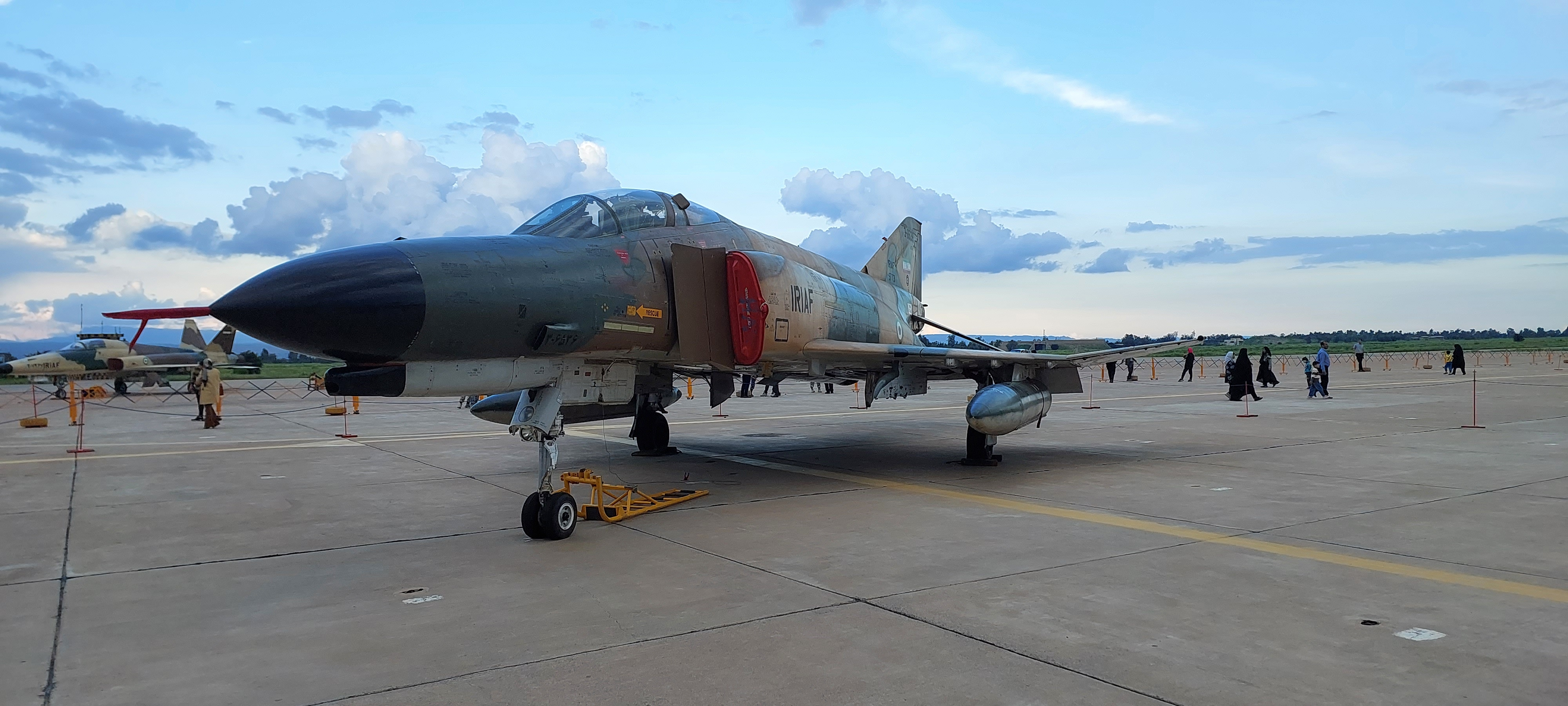
جنگنده اف-۴ فانتوم که در نمایشگاه نوروز ۱۴۰۲ پایگاه چهارم شکاری دزفول به نمایش گذاشته شده است.

بعد از انقلاب ۱۳۵۷ و قطع رابطه ایران و آمریکا، این احتمال وجود دارد که این جنگنده با قطعات اصلی تجهیز نشده باشد. در طول جنگ ایران و عراق نیز ایران قطعات یدکی این جنگنده را از طرق مختلفی تأمین می‌کرد. گاه این قطعات را در چهارچوب توافقاتی همچون ماجرای مک‌فارلین به‌طور مستقیم از آمریکا تأمین می‌کرد. گاه با کمک دلالان اسلحه اسرائیلی به‌طور مخفیانه، و گاه نیز توربوفن‌های ساخت رولز-رویس پی‌ال‌سی را از کشورهای اروپایی عضو پیمان ناتو خریداری و به جای موتورهای اصلی بدون قطعات یدکی جایگزین می‌کرد. همچنین بنابر اظهارات یکی از اعضای تیم مذاکره‌کننده در ماجرای مک‌فارلین، تعدادی جنگنده فانتوم مازاد نیروی هوایی اردن و اتیوپی نیز با جلب رضایت آمریکا، خریداری و در طول جنگ به کار گرفته شد.

### پیروزی‌های هوایی هواپیماهای اف-۴ ایران در جنگ ایران و عراق
- ۲۹ فروند میگ-۲۱[۲۸]
- ۲۱ فروند میگ-۲۳[۲۸]
- ۱۵ فروند سوخو-۱۷[۲۸]
- ۲ فروند هلیکوپتر میل-۲۴[۲۸]
- ۲ فروند آنتونوف-۲۴[۲۸]
- ۲ فروند میراژ اف۱[۲۸]
- ۱ فروند سوپر اتاندارد[۲۸]
- ۱ فروند توپولف-۲۲[۲۸]
- ۱ فروند هلیکوپتر بل ۴۱۲[۲۸]
- ۱ فروند هلیکوپتر سوپر فرلون[۲۸]
- در دو پیروزی نیز جنگندهُ دشمن شناسایی نشد.[۲۸]
- پیروزی‌های هوایی جنگنده‌های فانتوم در جنگ ایران و عراق که تاکنون نام خلبانان آن ثبت شده است

| نوع           | سلاح | تاریخ         |             |                |
| عباس دوران    | ۳    | میگ-۲۳ میگ-۲۱ | ایم-۷ئی     | ۵۹/۷/۷ ۵۹/۸/۱۱ |
| راثی          | ۱    | میگ-۲۳        | ام۶۱ والکان | ۵۹/۶/۲۹        |
| ادیبی         | ۱    | سوپر اتاندارد | ایم-۷ئی     | ۶۳/۱/۱۳        |
| حسیبی         | ۱    | میگ-۲۳        | ایم-۹پی     | ۵۹/۷/۲۱        |
| عباسی         | ۱    | میگ-۲۳        | ایم-۹پی     | ۶۰/۲/۶         |
| سالاری        | ۱    | میگ-۲۳        | ایم-۹پی     | ۶۷/۳/۲۴        |
| افخمی         | ۱    | میگ-۲۱        | ؟           | ؟ /۵۹/۹        |
| سرلک          | ۱    | میگ-۲۱        | ام۶۱ والکان | ۶۰/۲/۵         |
| مهلوجی        | ۱    | میگ-۲۱        | ایم-۹پی     | ۶۰/۲/۶         |
| مفیدی         | ۱    | میگ-۲۱        | ایم-۹پی     | ۶۰/۶/۳۱        |
| علیرضا یاسینی | ۱    | سوپر فرلون    | ای‌جی‌ام-۶۵   | ۶۵/۴/۲۱        |

## تاریخچه کاربری

### نیروهای هوایی غیر از ایالات متحده
فانتوم به جز در نیروهای مسلح ایالات متحده در نیروی هوایی بسیاری کشورها از جمله استرالیا، مصر، آلمان، بریتانیا، یونان، ایران، اسرائیل، ژاپن، اسپانیا، کره جنوبی و ترکیه مورد استفاده قرار گرفته است.

#### استرالیا
نیروی هوایی سلطنتی استرالیا (RAAF) بین سال‌های ۱۹۷۰ تا ۱۹۷۳ تا پیش از تحویل جنرال داینامیکس اف-۱۱۱سی سفارشی خود تعداد ۲۴ فروند F-4E از نیروی هوایی ایالات متحده اجاره نمود. در این مدت این هواپیماها از چنان محبوبیتی برخوردار شدند که نیروی هوایی استرالیا تصمیم گرفت تا پس از تحویل اف-۱۱۱سی‌های خود نیز، فانتوم‌های اجاره‌ای را نگه دارد. فانتوم‌های استرالیا در پایگاه امبرلی و در دو اسکادران شماره ۱ و شماره ۶ به کار گرفته می‌شدند.

#### مصر

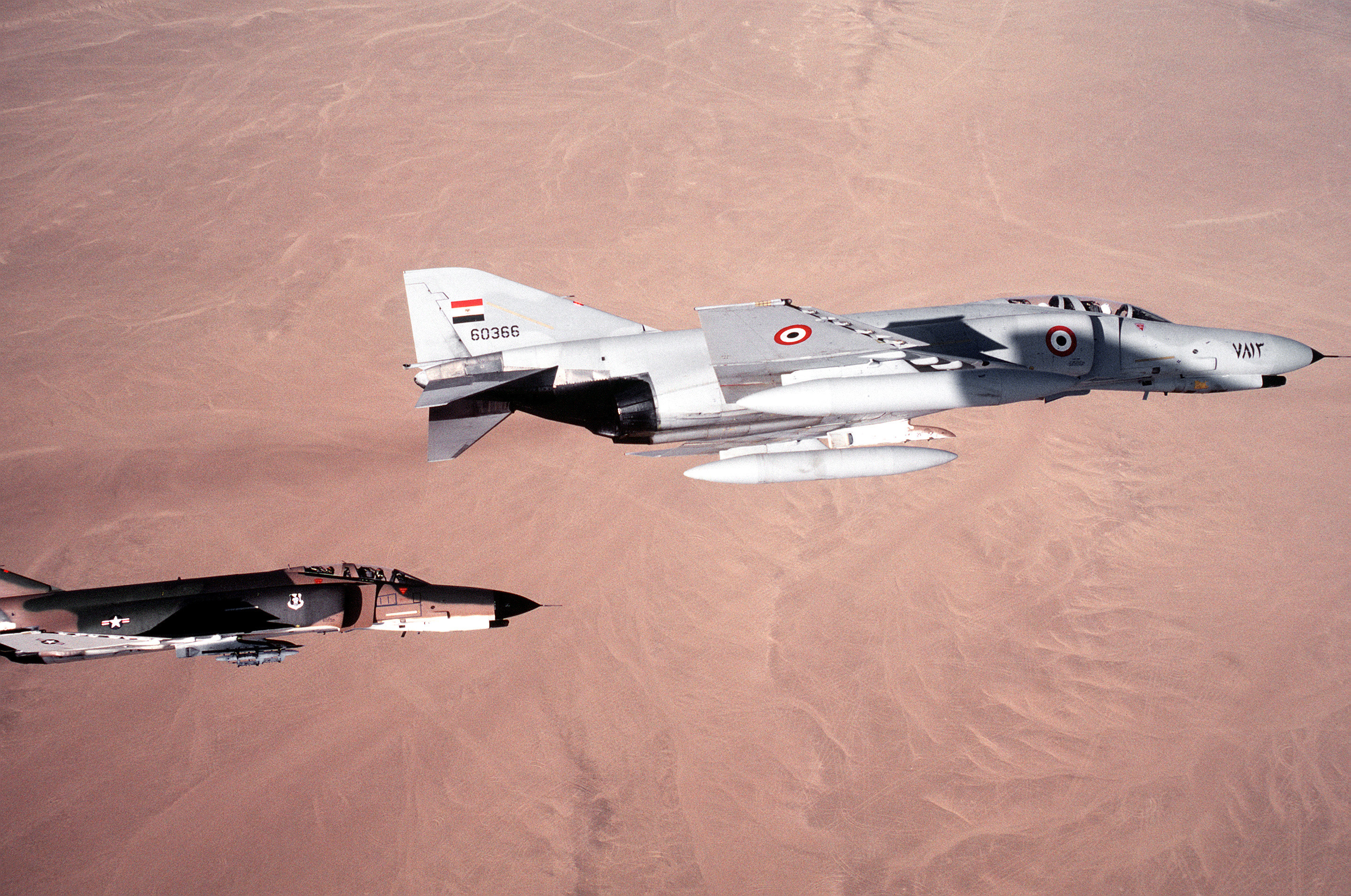
فانتوم F-4E نیروی هوایی مصر از تیپ هوایی تاکتیکی ۲۲۲ به همراه فانتوم F-4E متعلق به تیپ هوایی تاکتیکی ۳۷ نیروی هوایی آمریکا طی مانور نظامی Proud Phantom

نیروی هوایی مصر، در سال ۱۹۷۹ تعداد ۳۵ فروند از فانتوم‌های F-4E که پیشتر در نیروی هوایی ایالات متحده خدمت می‌کردند به همراه تعدادی موشک ایم-۷ اسپارو، ایم-۹ سایدوایندر و ماوریک به مبلغ ۵۹۴ میلیون دلار طی برنامه‌ای با نام "Peace Pharaoh" خریداری نمود. در سال ۱۹۸۸ تعداد ۷ فروند فانتوم مازاد نیروی هوایی آمریکا نیز خریداری شد. همچنین تا اواخر دهه ۱۹۹۰ میلادی، تعداد ۳ فروند فانتوم فرسوده نیز جایگزین گردیدند.

#### آلمان

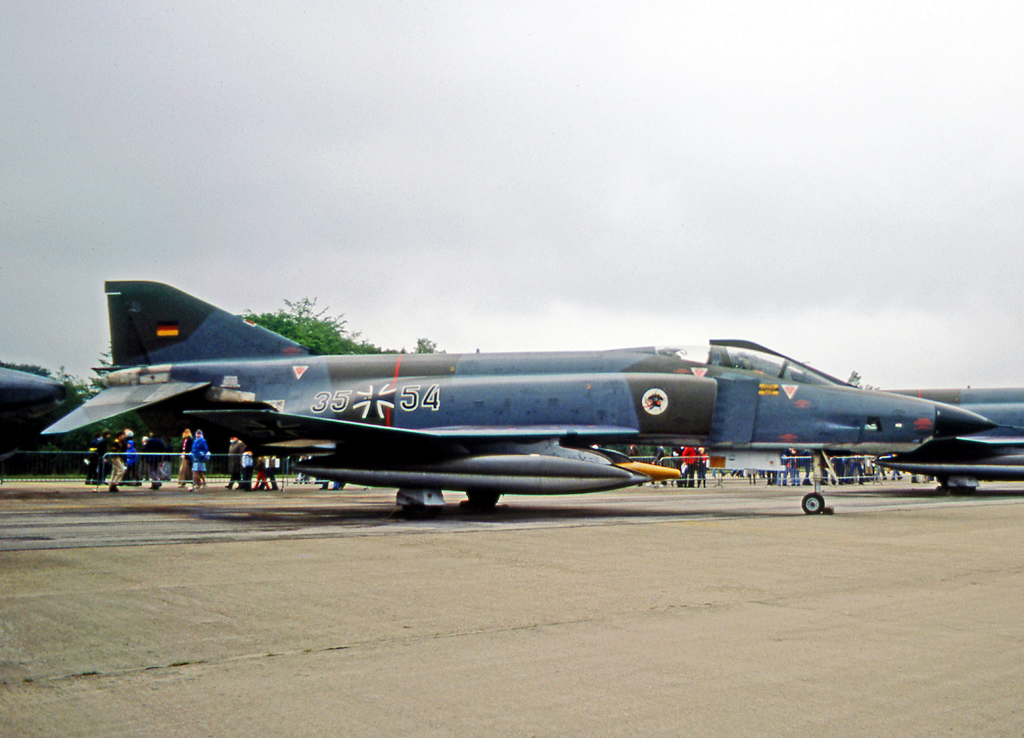
یک RF-4E متعلق به لوفت وافه (نیروی هوایی آلمان) سال ۱۹۷۷

نیروی هوایی آلمان (لوفت وافه) در سال ۱۹۶۹، ۸۸ فروند F-4E سفارش داد که در ژانویه سال ۱۹۷۱ آن‌ها را دریافت کرد، این هواپیماها از سال ۱۹۹۴ تا ۲۰۱۳ بازنشسته شدند.

#### یونان

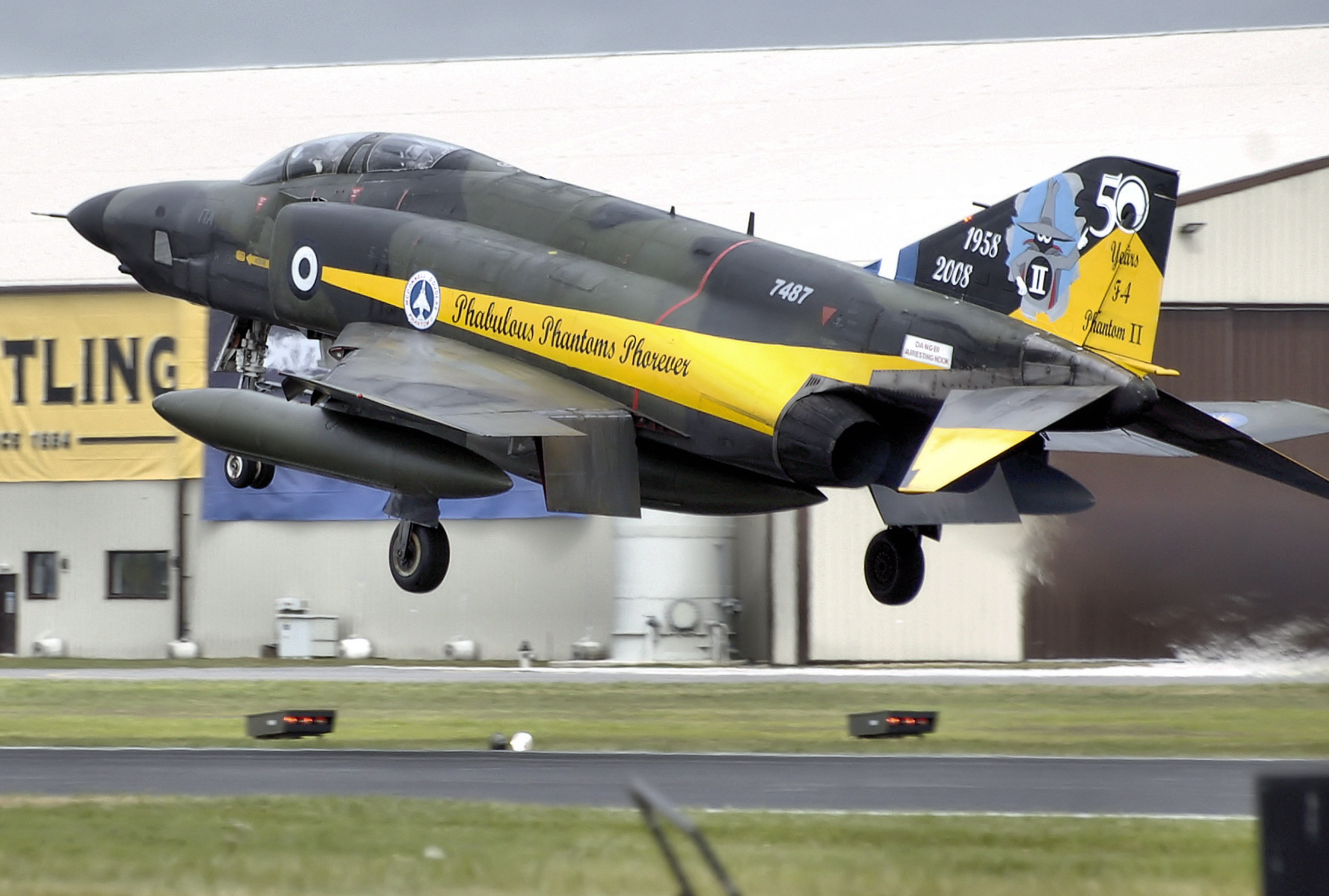
فانتوم شناسایی نیروی هوایی یونان در سال ۲۰۰۸ در بریتانیا

در سال ۱۹۷۱ نیروی هوایی یونان شروع به سفارش فانتوم کرد و از سال ۱۹۷۴ F-4E را تحویل گرفت. در اوایل دهه ۱۹۹۰، نیروی هوایی یونان RF-4E و F-4Eهای اضافی از آلمان و ایالات متحده را دریافت کرد.
در تاریخ ۵ مه ۲۰۱۷، نیروی هوایی یونان به‌طور رسمی RF-4E را در مراسم عمومی بازنشسته کرد.

#### ایران

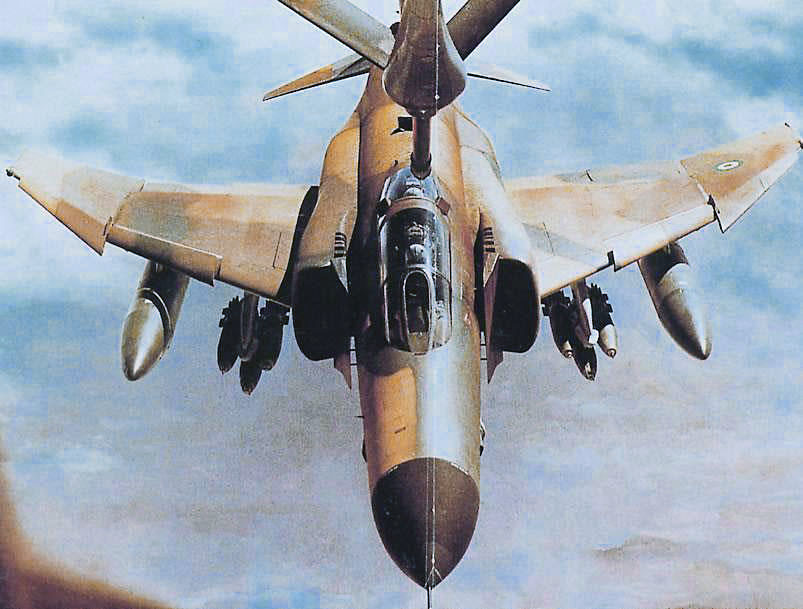
فانتوم ایرانی در حال سوخت‌گیری هوایی در جنگ ایران و عراق (سال ۱۹۸۲)

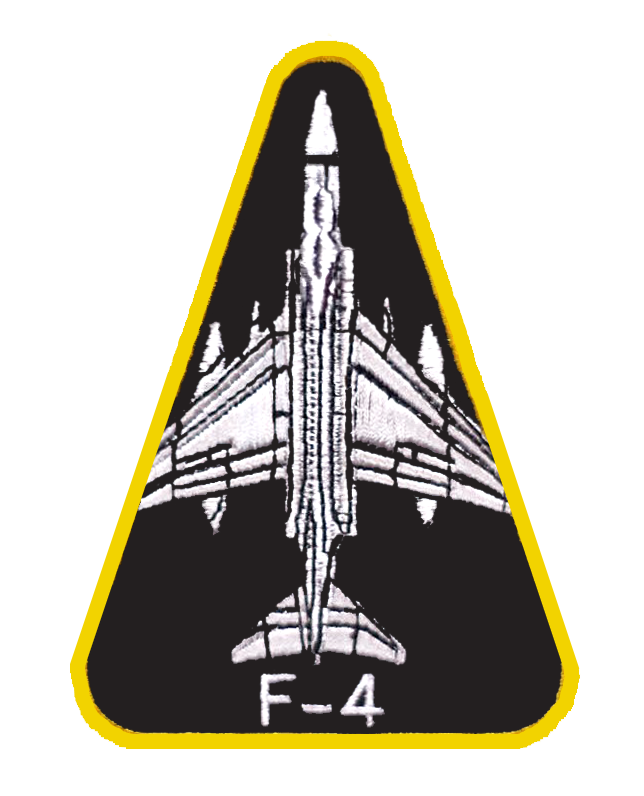
آرم بازوی خلبان اف-۴ نیروی هوایی ارتش ایران

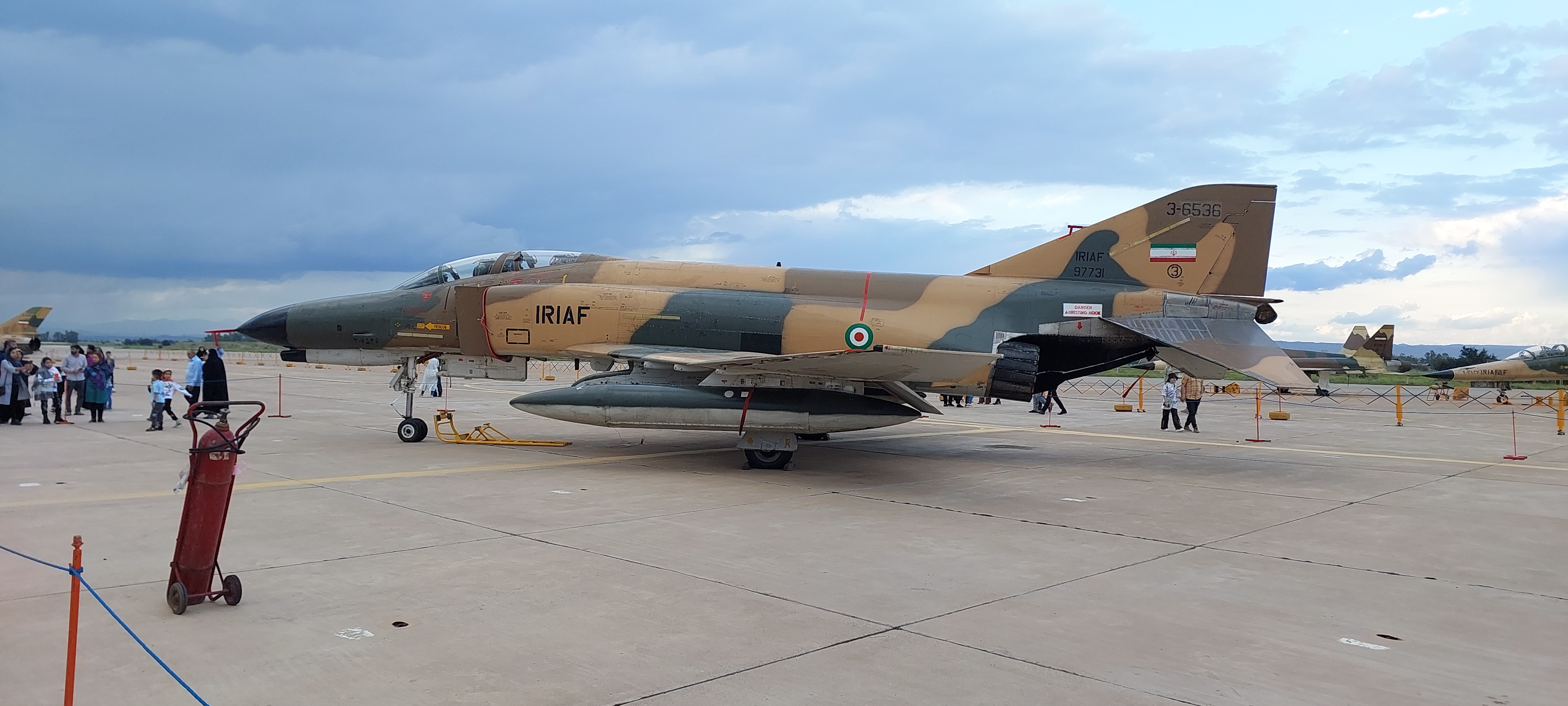
جنگنده اف-۴ فانتوم از نمای کنار که در نمایشگاه نوروز ۱۴۰۲ پایگاه چهارم شکاری دزفول به نمایش گذاشته شده است.

نیروی هوایی شاهنشاهی ایران پس از نیروی هوایی اسرائیل دومین مشتری این جنگنده از لحاظ تعداد سفارش به‌شمار می‌رود. نیروی هوایی ایران ۲۲۵ فروند فانتوم سفارش داد که شامل F-4D , F-4E , RF-4E به ایران تحویل داده شده است. در طول جنگ سرد و در جریان پروژه ژن تیره، یک آر اف۴سی ایرانی توسط یک فروند میگ-۲۱ متعلق به شوروی، سرنگون شد.

#### اسرائیل
نیروی هوایی اسرائیل بزرگ‌ترین مشتری خارجی فانتوم بود و همچنین در صنایع نظامی خود نیز از این جنگنده با نام‌های اورو(RF-4Es) و کورناس(F-4E) تولید می‌کرد، این هواپیماها در درگیری‌های اعراب و اسرائیل حضور گسترده و مؤثری داشتند. اسرائیل، در دهه ۱۹۸۰، برنامهٔ ارتقا و مدرنیزه کردن فانتوم‌های خود را آغاز کرد و بخش قابل‌توجهی از آن‌ها را ارتقا داد، آخرین فانتوم‌های اسرائیلی در سال ۲۰۰۴ بازنشسته شدند.

#### ژاپن

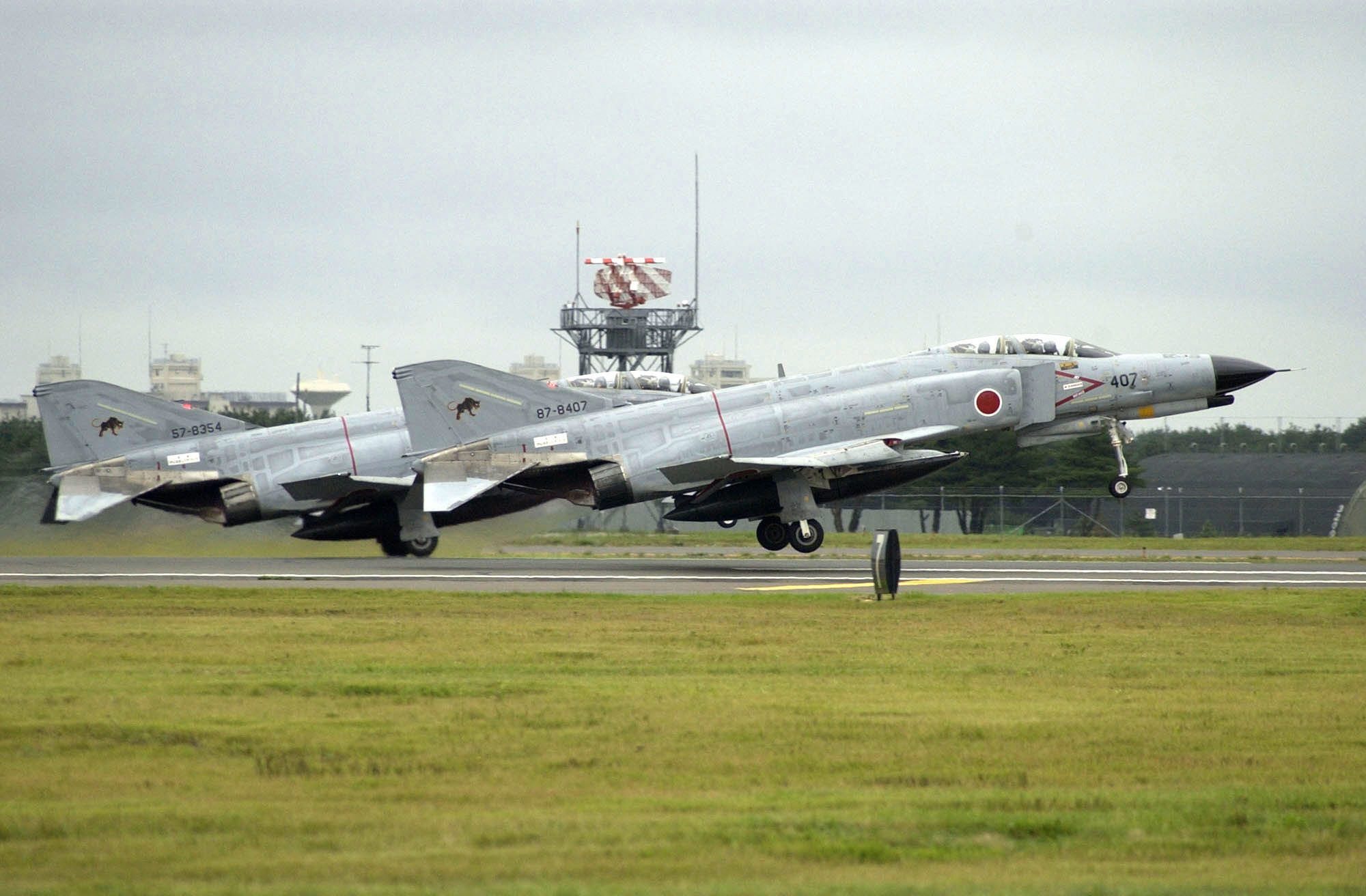
دو فروند فانتوم F-4EJ در حال برخاستن از باند فرود در سال ۲۰۰۲

نیروی هوایی ژاپن در سال ۱۹۶۸، تعداد ۱۴۰ فروند فانتوم F-4EJ را که فاقد قابلیت‌هایی مانند سوخت‌گیری هوایی، سیستم موشکی ای‌جی‌ام-۱۲ بولپاپ، سیستم کنترل هسته‌ای و قابلیت حمله زمینی بودند را خریداری کرد. در سال ۱۹۸۱، شرکت صنایع سنگین میتسوبیشی این هواگردها را به F-4EJ Kai که برخی از قابلیت‌های ذکر شده را شامل می‌شد، ارتقا داد. تا سال ۲۰۰۷ نیروی هوایی ژاپن ۹۰ فروند F-4EJ Kai را در خدمت داشت، تا این‌که ژاپن به فکر بازنشستگی و یافتن جایگزینی برای آن‌ها افتاد. ژاپنی‌ها پس از بررسی چندین جنگنده، در سال ۲۰۱۱، جنگنده نسل پنجم و مدرن اف-۳۵ را انتخاب کردند و ۱۴۷ فروند از آن جنگنده را سفارش دادند. در ۹ مارس ۲۰۲۰ آخرین فانتوم‌های شناسایی ژاپن، بازنشسته شدند.

#### اسپانیا
نیروی هوایی اسپانیا نخستین سری از فانتوم‌های F-4C که قبلاً در نیروی هوایی آمریکا مشغول به خدمت بودند را در سال ۱۹۷۱ طی پروژه ای با نام "Peace Alfa" خریداری نمود. در سال ۱۹۸۹ هواپیمای C.12 بازنشست شد و در همان زمان نیروی هوایی تعدادی RF-4C سابق نیروی هوایی آمریکا را دریافت نمود و نام CR.12 برای آن تعیین شد. در سال‌های ۱۹۹۵–۱۹۹۶ این هواپیماها، به‌روزرسانی وسیعی از نظر اویونیک شدند. نیروی هوایی اسپانیا RF-4های خود را در سال ۲۰۰۲ بازنشسته کرد.

#### کره جنوبی

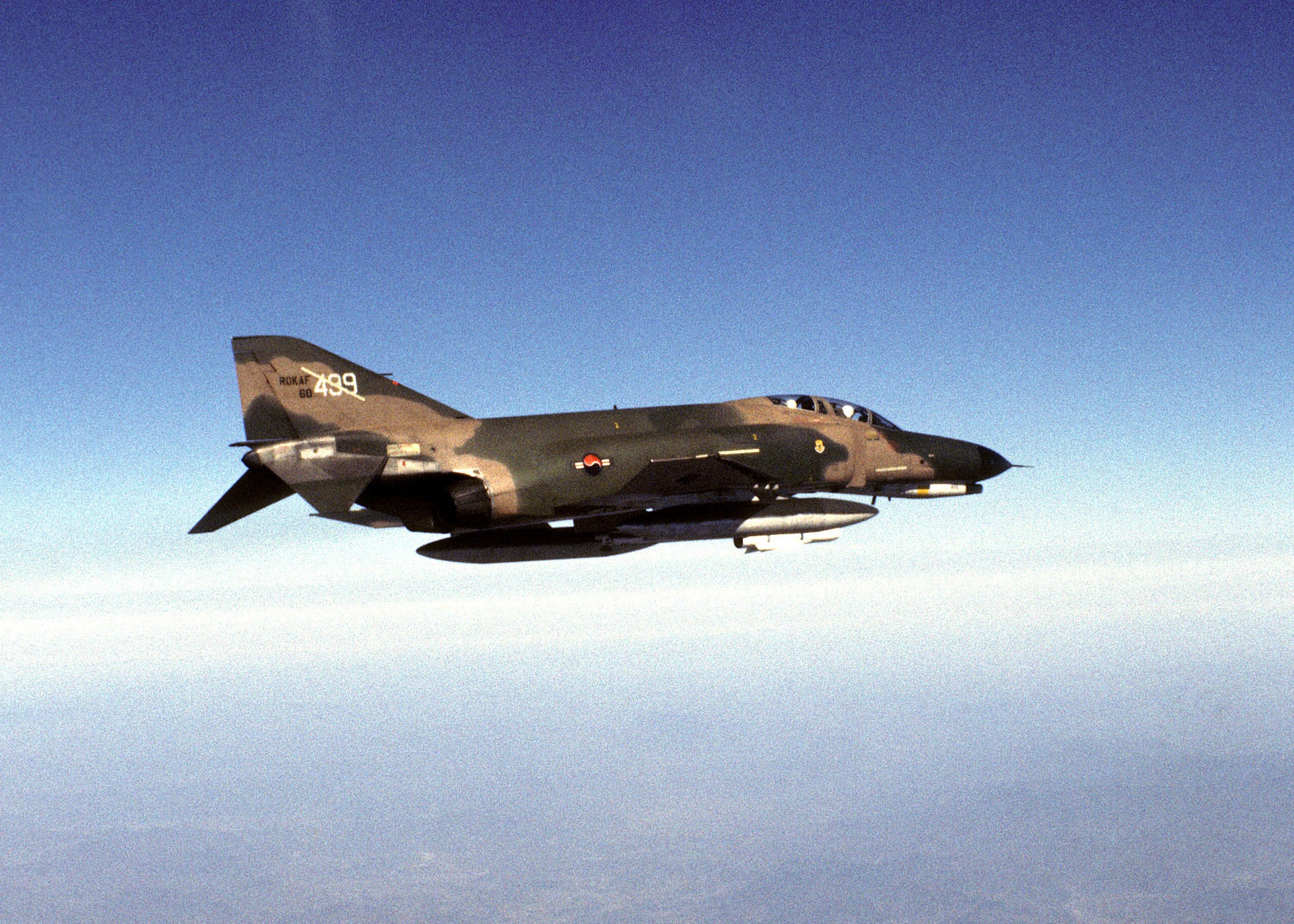
یک F-4E کره جنوبی که با موشک هوابه‌سطح ای‌جی‌ام-۶۵ ماوریک مسلح شده است. ۱۹ فوریه ۱۹۷۹

نیروی هوایی کره جنوبی خرید نخستین سری از فانتوم‌های F-4D دست دوم متعلق به نیروی هوایی آمریکا را طی پروژه‌ای با نام "Peace Spectator" از سال ۱۹۶۸ آغاز کرد که فرایند تحویل آن‌ها تا سال ۱۹۸۸ ادامه یافت. همچنین این کشور در طی پروژه دیگری با نام "Peace Pheasant II" تعدادی F-4E نو و تعدادی بازنشسته شده در نیروی هوایی آمریکا را خریداری نمود.

#### ترکیه

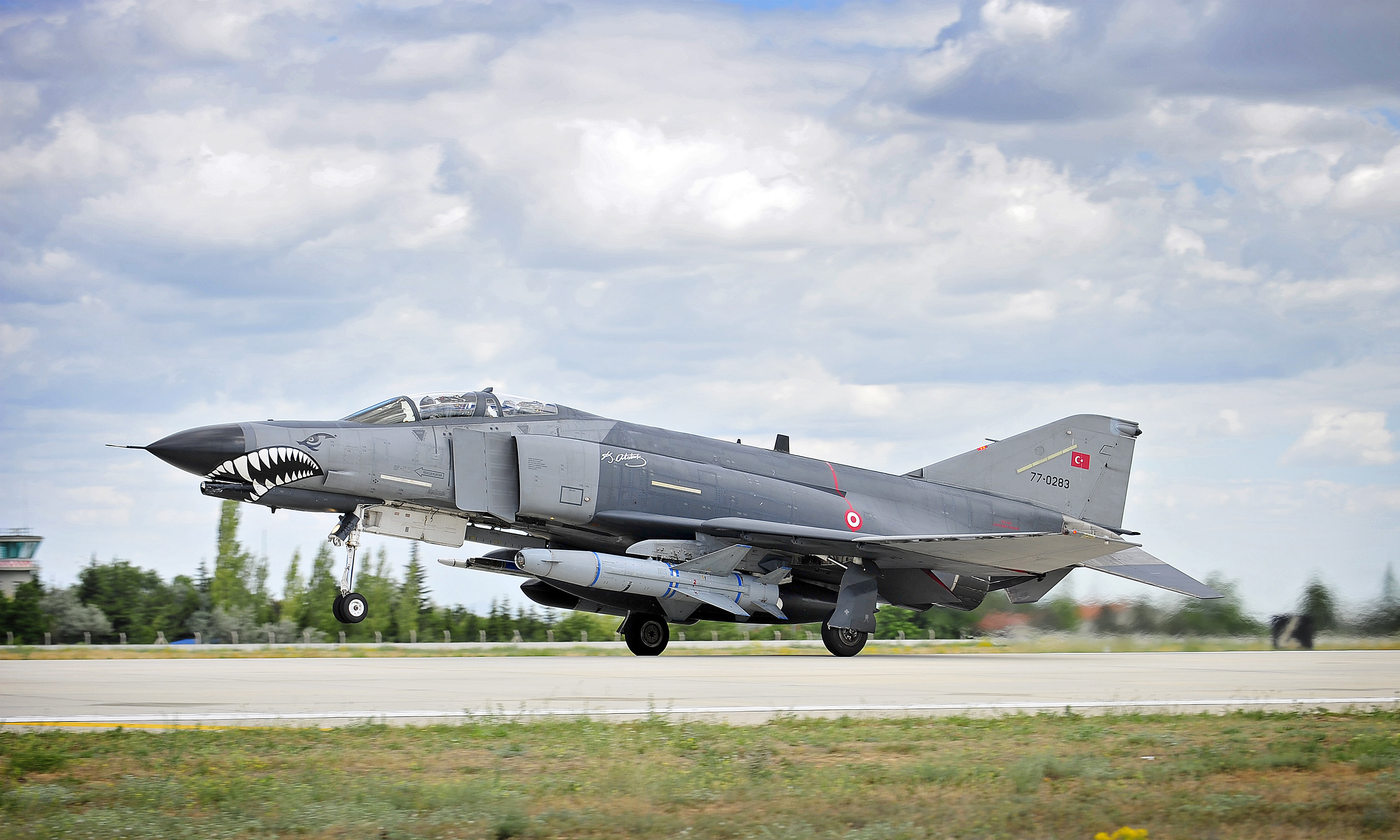
یک F-4E نیروی هوایی ترکیه در حال برخاستن از باند فرودگاه قونیه

نیروی هوایی ترکیه در سال ۱۹۷۴، ۴۰ فروند جنگنده فانتوم F-4E را دریافت کرد، در سال ۱۹۷۷ تحت برنامه صلح الماس ۳ از ایالات متحده آمریکا، پس از امضای قرارداد، تعداد ۳۲ فروند F-4E و ۸ فروند RF-4E را دریافت کرد، و سپس در سال ۱۹۸۷ طی قرارداد صلح الماس ۴، ۴۰ فروند F-4E دست دوم نیروی هوایی آمریکا و همین‌طور در سال ۱۹۹۱ نیز ۴۰ فروند دیگر متعلق به گارد ملی هوایی آمریکا دریافت شدند، پس از بازنشستگی فانتوم‌ها در نیروی هوایی آلمان در سال‌های ۱۹۹۲ تا ۱۹۹۴ بیش از ۳۲ فروند RF-4E به ترکیه منتقل شدند، در سال ۱۹۹۵ صنایع هوافضای اسرائیل طی قراردادی پذیرفت تا ۵۴ فروند F-4E متعلق به ترکیه را به F-4 2020 Terminator ارتقا دهد. طی این سال‌ها فانتوم‌ها در کنار اف-۱۶ها، ستون فقرات نیروی هوایی ترکیه را تشکیل می‌دادند و برای حمله به مقرهای اصلی گروه حزب کارگران کردستان (پ.ک. پ) در عملیات‌های نظامی مداوم در شمال عراق مورد استفاده قرار می‌گرفتند، در ۲۲ ژوئن سال ۲۰۱۲ یک هواپیمای شناسایی RF-4E متعلق به ترکیه در نزدیکی مرز سوریه توسط پدافند ارتش سوریه رهگیری و ساقط شد. ادعای ترکیه این بود که این هواپیما در حریم هوایی بین‌المللی حضور داشته در حالی که مقامات سوری مدعی بودند که در حریم هوایی سوریه این هواپیما را ساقط کرده‌اند، در ۲۴ فوریه ۲۰۱۵، نیز ۲ فروند RF-4E دیگر در منطقه ملطیه در جنوب شرقی ترکیه به‌دلایل نامعلومی سقوط کردند. در ۵ مارس ۲۰۱۵ یک فروند RF-4E در ناحیه آناتولی مرکزی سقوط کرد و هردو خلبان آن جان باختند، پس از این حوادث نیروی هوایی ترکیه RF-4E را از تجهیزات فعال خود حذف کرد. ترکیه قصد داشت که فانتوم‌های خود را با جنگنده‌های پیشرفتهٔ اف-۳۵، جایگزین کند که به دلیل کنار گذاشته شدن از پروژه توسط آمریکا، این طرح لغو شد. فانتوم‌های ترکیه تا سال ۲۰۲۰، همچنان فعال و در حال خدمت بودند.

#### بریتانیا
مشخصات
|                 | F-4K (FG.1)               | F-4M (FGR.2)              | F-4J (UK)                 |
| --------------- | ------------------------- | ------------------------- | ------------------------- |
| نخستین پرواز    | ۲۷ ژوئن ۱۹۶۶              | ۱۷ فوریه ۱۹۶۷             | ۱۰ اوت ۱۹۸۴               |
| طول             | ۵۷ فوت ۷ اینچ (۱۷٫۵۵ متر) | ۵۷ فوت ۷ اینچ (۱۷٫۵۵ متر) | ۵۸ فوت ۳ اینچ (۱۷٫۷۵ متر) |
| ارتفاع          | ۱۶ فوت ۱ اینچ (۴٫۹۰ متر)  | ۱۶ فوت ۹ اینچ (۵٫۱۱ متر)  | ۱۶ فوت ۶ اینچ (۵٫۰۳ متر)  |
| پهنای بال       | ۳۸ فوت ۵ اینچ (۱۱٫۷۱ متر) | ۳۸ فوت ۵ اینچ (۱۱٫۷۱ متر) | ۳۸ فوت ۵ اینچ (۱۱٫۷۱ متر) |
| موتورها         | 2 x RR Spey 203           | 2 x RR Spey 202/204       | 2 x J79-GE-10B            |
| بیشترین سرعت    | ماخ ۱٫۹                   | ماخ ۱٫۹                   | ماخ ۲٫۱                   |
| کل تعداد تولیدی | ۵۲                        | ۱۱۸                       | ۱۵                        |

## گونه‌ها
- F-4A, F-4B, F4-J, F-4N ,F-4S

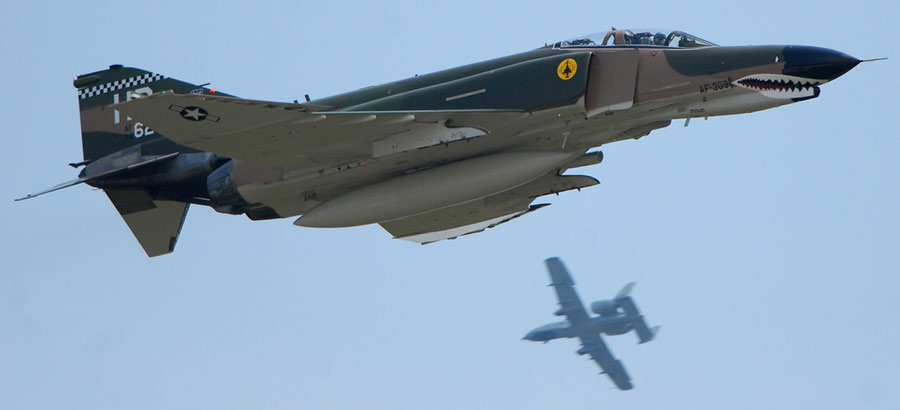
یک کیو اف-۴ ئی در پایگاه نیروی هوایی مک‌گوار در تاریخ می ۲۰۰۷ که در پشت تصویر نیز هواپیمای فیرچایلد ریپابلیک ای-۱۰ تاندربولت ۲ مشاهده می‌شود.

گونه‌های طراحی شده برای نیروی دریایی و تفنگداران دریایی ایالات متحده هستند. گونه F-4B بعدها به F-4N و گونه F-4J نیز به F-4S ارتقا یافت.
- F-4C, F-4D, F-4E, F-110 Spectre

گونه‌های ساخته شده برای نیروی هوایی ایالات متحده هستند. در گونه F-4E از توپ اتوماتیک ام۶۱ والکان استفاده شده است. همچنین F-4E و F-4D بیشترین تعداد تولید و صادرات در بین انواع فانتوم‌ها را به خود اختصاص داده و به‌طور وسیع در سیستم دفاعی Semi-Automatic Ground Environment آمریکا به کار گرفته شده‌اند.
- F-4G Wild Weasel V

گونه اختصاصی طراحی شده برای عملیات‌های موسوم به SEAD نیروی هوایی آمریکا که در آن سامانه‌های راداری و اویونیک از F-4E ارتقا یافته است. بعدها F-4G جدیدی برای کاربرد در نیروی دریایی به‌طور کامل طراحی شد.
- F-4K, F-4M

گونه‌های اختصاصی نیروی دریایی پادشاهی بریتانیا (F-4K) و نیروی هوایی سلطنتی بریتانیا (F-4M) که در آن از موتور توربوفن رولز-رویس اسپی استفاده شده است.
- F-4EJ

نمونه ساده شده F-4E که به صورت تحت لیسانس در ژاپن تولید شده است.
- F-4F

گونه ساده شده F-4E جهت صادرات به آلمان
- QRF-4C, QF-4B, QF-4E, QF-4G, QF-4N, QF-4S

گونه‌های بازنشسته از خدمت که به عنوان نمونه کنترل از راه دور جهت آزمایش سلاح‌ها و تجهیزات نیروی هوایی، نیروی دریایی و سپاه تفنگداران دریایی ایالات متحده آمریکا استفاده می‌شوند.
- RF-4B, RF-4C, RF-4E

انواع شناسایی تاکتیکی

## کاربران

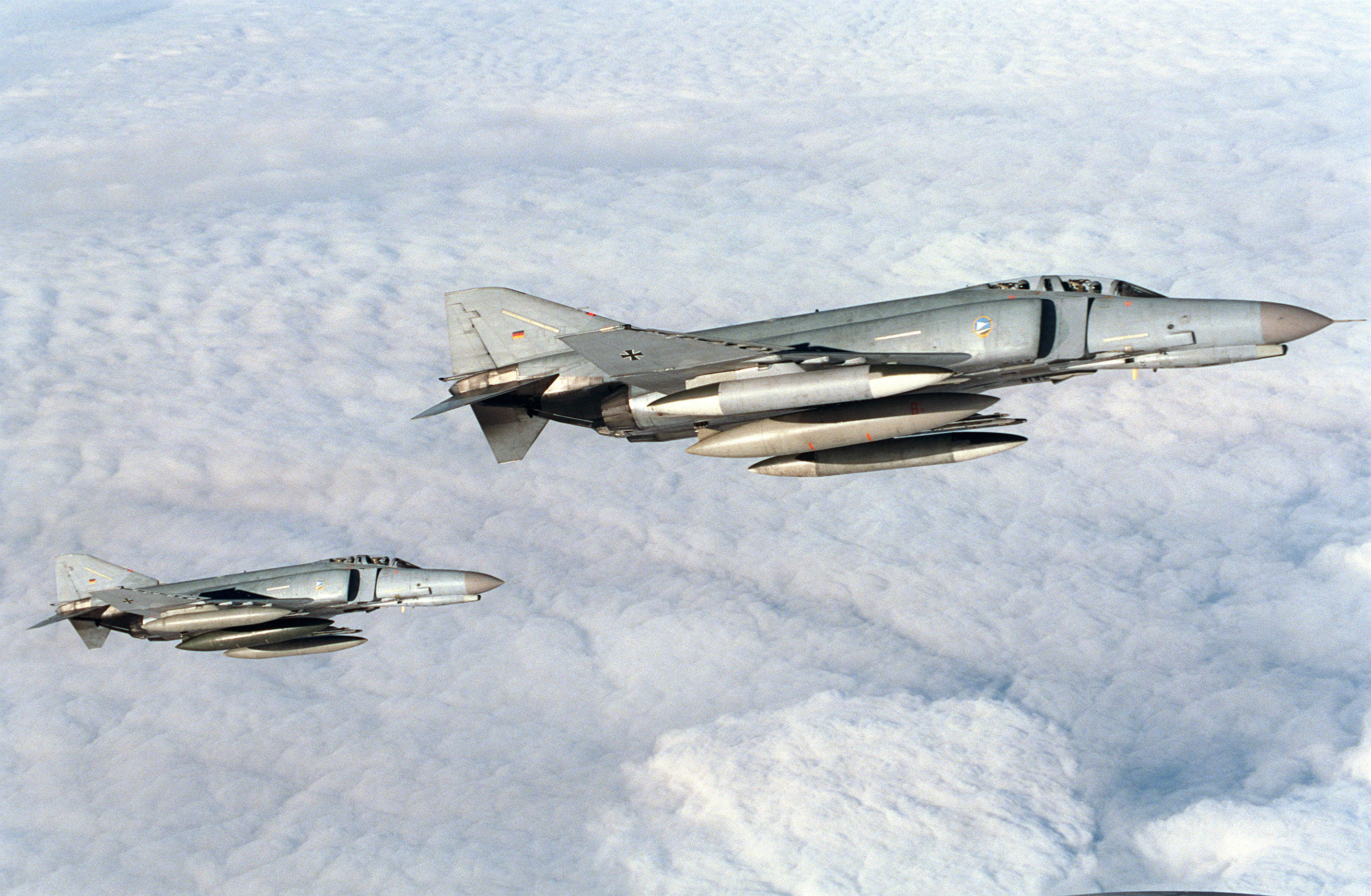
اف-۴اس متعلق به لوفت‌وافه آلمان، ۲۱ ژانویه ۱۹۹۸

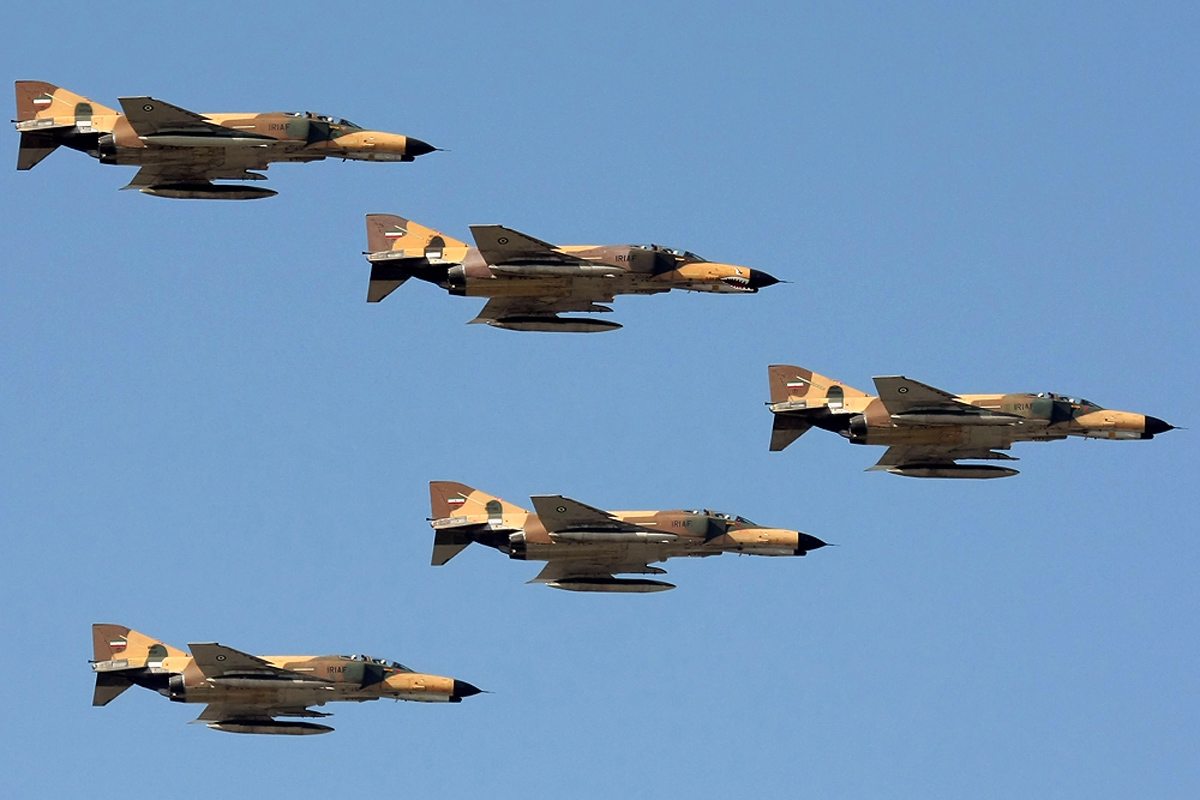
اف-۴های ایرانی در سال ۲۰۰۹

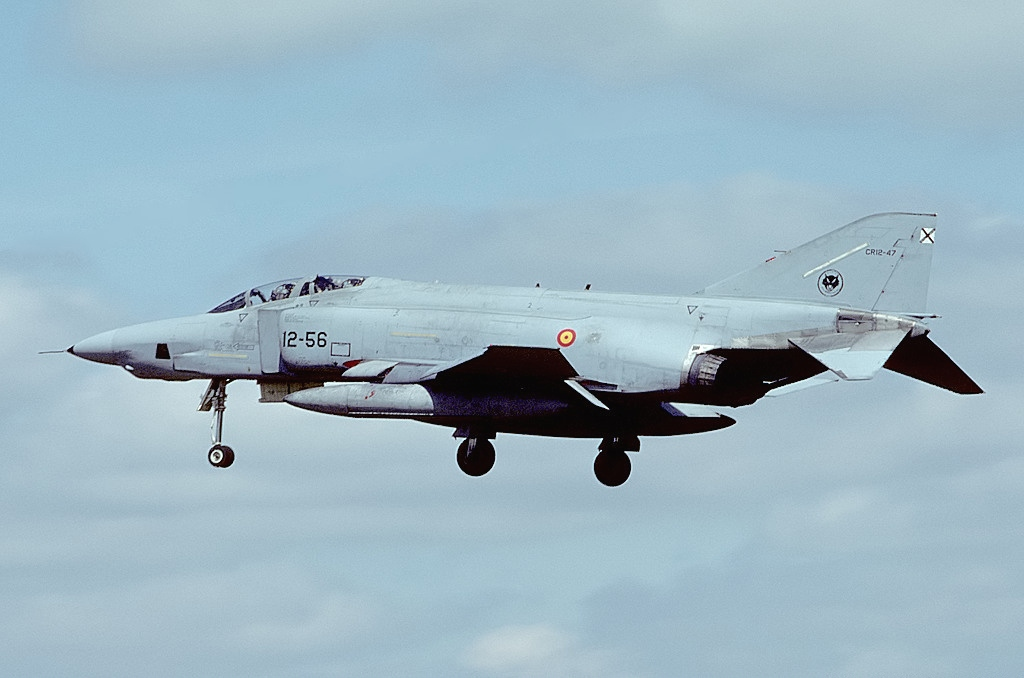
آراف-۴ سی فانتوم ۲ نیروی هوایی اسپانیا (۱۵ ژوئن ۱۹۹۳)

### کاربران فعلی
- ایران
  - نیروی هوایی ارتش جمهوری اسلامی ایران ۶۰ فروند از مدل‌های دی، ایی و آر اف۴ سی و ایی را در اختیار دارد که در پایگاه‌های هوایی نوژه، بندرعباس، کنارک و بوشهر مستقر هستند.[۴۹][۵۰]
- یونان
  - نیروی هوایی یونان ۱۸ فروند F-4E AUP در حال خدمت در پایگاه هوایی آندراویدا[۵۱]
- ترکیه
  - نیروی هوایی ترکیه ۲۰ فروند اف۴ئی ۲۰۲۰ ترمیناتور فعال در اختیار دارد.[۵۲]

### کاربران سابق
- استرالیا
  - نیروی هوایی سلطنتی استرالیا (اف۴ئی از ۱۹۷۰ تا ۱۹۷۳)[۵۳]
- مصر
  - نیروی هوایی مصر (بازنشسته)
- آلمان
  - لوفت‌وافه (بازنشسته)
- یونان
  - نیروی هوایی یونان (RF-4E از ۱۹۷۳ تا ۲۰۱۳)[۵۴]
- ایران پهلوی
  - نیروی هوایی شاهنشاهی ایران
- اسرائیل
  - نیروی هوایی اسرائیل (بازنشسته)
- ژاپن
  - نیروی دفاع هوایی ژاپن
- اسپانیا
  - نیروی هوایی اسپانیا (بازنشسته)
- کره جنوبی
  - نیروی هوایی جمهوری کره
- ترکیه
  - نیروی هوایی ترکیه
- بریتانیا
  - نیروی هوایی سلطنتی بریتانیا (بازنشسته)
  - Fleet Air Arm (بازنشسته)
- ایالات متحده آمریکا
  - نیروی هوایی ایالات متحده آمریکا (بازنشسته)
  - نیروی دریایی ایالات متحده آمریکا (بازنشسته)
  - سپاه تفنگداران دریایی ایالات متحده آمریکا (بازنشسته)

## ویژگی‌های فنی
مشخصات عمومی
- خدمه: ۲
- طول: ۶۳ فوت ۰ اینچ (۱۹٫۲ متر)
- پهنای بال: ۳۸ فوت ۴٫۵ اینچ (۱۱٫۷ متر)
- ارتفاع: ۱۶ فوت ۶ اینچ (۵٫۰ متر)
- بال: مساحت ۵۳۰٫۰ فوت مربع (۴۹٫۲ مترمربع)
- ماهیواره: NACA 0006.4-64 root, NACA 0003-64 tip
- وزن خالی: ۳۰٬۳۲۸ پوند (۱۳٬۷۵۷ کیلو)
- وزن بارگیری: ۴۱٬۵۰۰ پوند (۱۸٬۸۲۵ کیلو)
- بیشینه وزن برخاست: ۶۱٬۷۹۵ پوند (۲۸٬۰۳۰ کیلو)
- پیشرانه: ۲× توربوجت جنرال الکتریک جی۷۹ اکسیال کمپرسور J79-GE17A , ۱۷٬۸۴۵ پوند نیرو (۷۹٫۴ کیلو نیوتن) هرکدام
- نسبت کشیدن بلند کردن از صفر ۰٫۰۲۲۴
- مساحت کشش: ۱۱٫۸۷ ft² (۱٫۱۰ m²)
- نسبت بعد بال: ۲٫۷۷
- ظرفیت سوخت ۱٬۹۹۴ گالون، با سه مخزن سوخت، ۳۳۳۵ گالون.
- حداکثر وزن برخاست: ۵۴۰۰۰ پوند

 عملکرد 
- سرعت بیشینه: ماخ ۲٫۲۳ (۱٬۴۷۲مایل بر ساعت، ۲٬۳۷۰ کیلومتر بر ساعت) در ۴۰۰۰۰ فوتی
- سرعت پیمایش: ۵۰۶ گره (۵۸۵ مایل بر ساعت، ۹۴۰ کیلومتر بر ساعت)
- شعاع عملیاتی: ۳۶۷ ناتیکال مایل (۴۲۲ مایل، ۶۸۰ کیلومتر)
- برد ترابری: ۱٬۴۰۳ ناتیکال مایل (۱٬۶۱۵مایل، ۲٬۶۰۰ کیلومتر) با سه مخزن سوخت اضافی
- سقف پروازی: ۶۰٬۰۰۰ فوت (۱۸٬۳۰۰ متر)
- نرخ اوج‌گیری: ۴۱٬۳۰۰ فیت بر دقیقه (۲۱۰ متر بر ثانیه)
- بارگیری بال: ۷۸ پوند بر فوت مربع (۳۸۳ کیلو بر مترمربع)
- نسبت بلندکردن به کشیدن: ۸٫۵۸
- نسبت نیرو به وزن: ۰٫۸۶ با وزن پر
- مسافت برخاست: ۴٬۴۹۰ ft (۱٬۳۷۰ m) at ۵۳٬۸۱۴ lb (۲۴٬۴۱۰ kg)
- مسافت فرود: ۳٬۶۸۰ ft (۱٬۱۲۰ m) at ۳۶٬۸۳۱ lb (۱۶٬۷۰۶ kg)

جنگ‌افزار

- تا ۱۸۶۵۰ پوند (۸۴۸۰ کیلو) مهمات در ۹ جایگاه خارجی، شامل بمب‌های ام کی۸۲، بمبهای چندمنظوره، بمبهای خوشه‌ای، بمبهای هدایت لیزری و تی‌وی، پاد راکت، موشکهای هوا به زمین، مهمات ضد باند فرودگاه، موشک ضد کشتی، پادهای هدف‌گیری، پدهای شناسایی، تسلیحات هسته‌ای. پادهای حمل و مخزن سوخت هم قابل به‌کارگیری است.
- ۶× ای‌جی‌ام-۶۵ ماوریک
- ۴× ای‌جی‌ام-۶۲ وال‌آی
- ۴× ای‌جی‌ام-۴۵ شرایک، ای‌جی‌ام-۸۸ هارم، ای‌جی‌ام-۷۸ استاندارد آرم
- ۴× جی‌بی‌یو-۱۵
- ۱۸× ام‌کی۸۲, جی‌بی‌یو-۱۲
- ۵× مارک ۸۴, جی‌بی‌یو-۱۰, GBU-14
- ۱۸× سی‌بی‌یو-۸۷, CBU-89, CBU-58
- تسلیحات هسته ای شامل B28EX, بمب ب۶۱, B43 و بمب هسته‌ای بی۵۷[۷]

## آرم‌های خلبانی مک‌دانل داگلاس اف-۴ فانتوم ۲ نیروی هوایی ارتش ایران

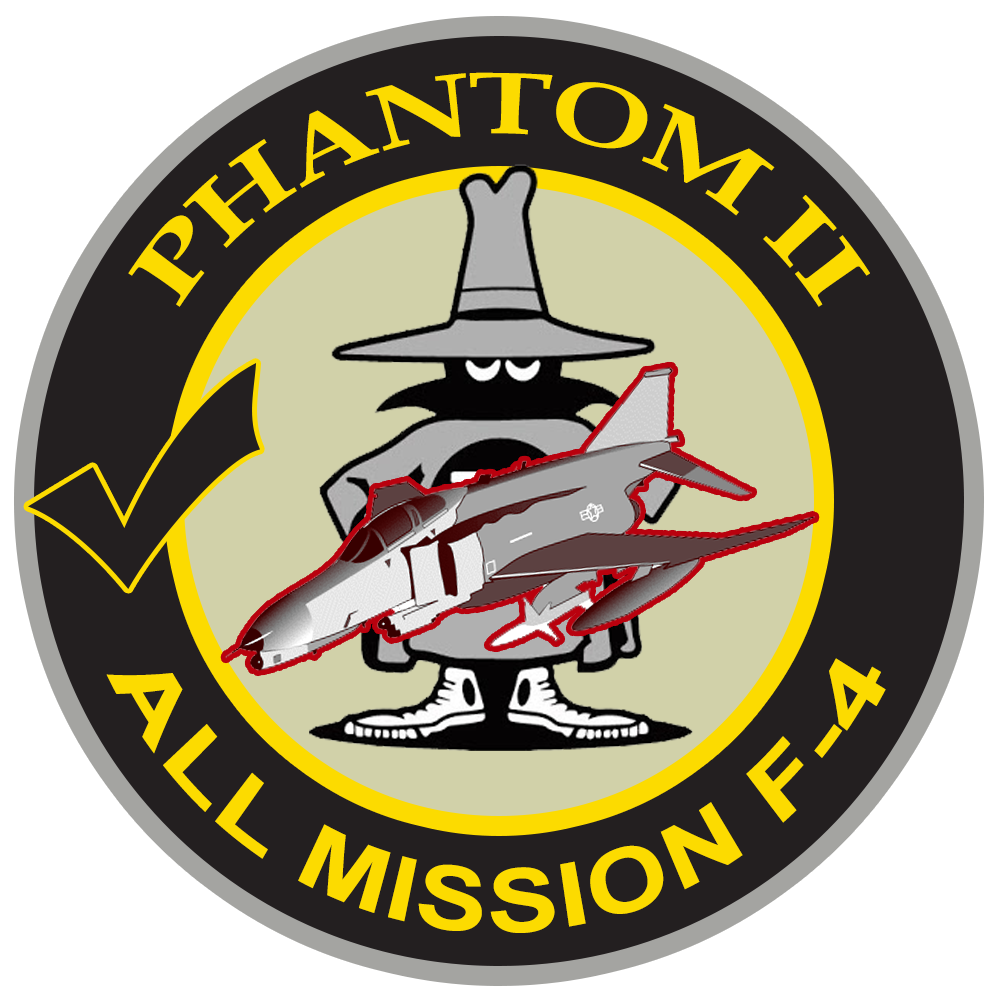
آرم سینه استاد خلبان لیدر هواپیمای مک‌دانل داگلاس اف-۴ فانتوم ۲ نیروی هوایی ارتش
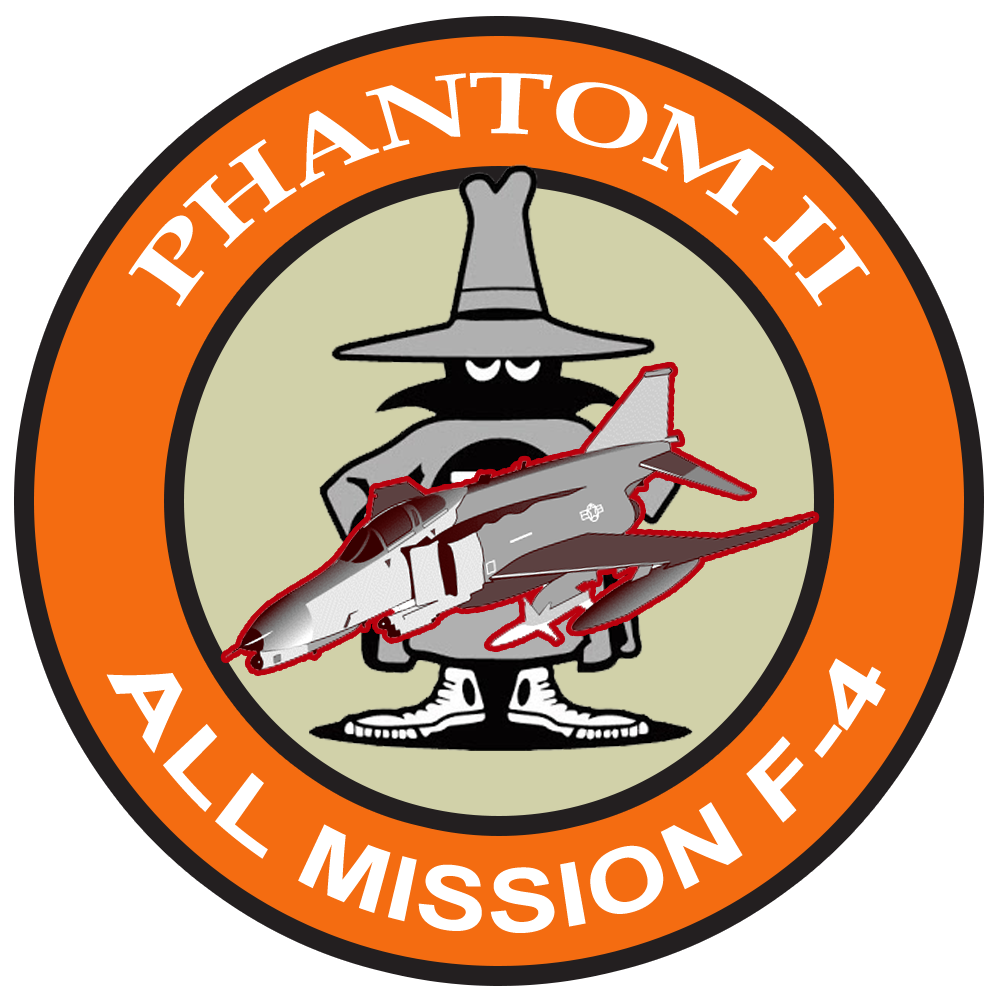
آرم سینه خلبان لیدر دوم هواپیمای مک‌دانل داگلاس اف-۴ فانتوم ۲ نیروی هوایی ارتش
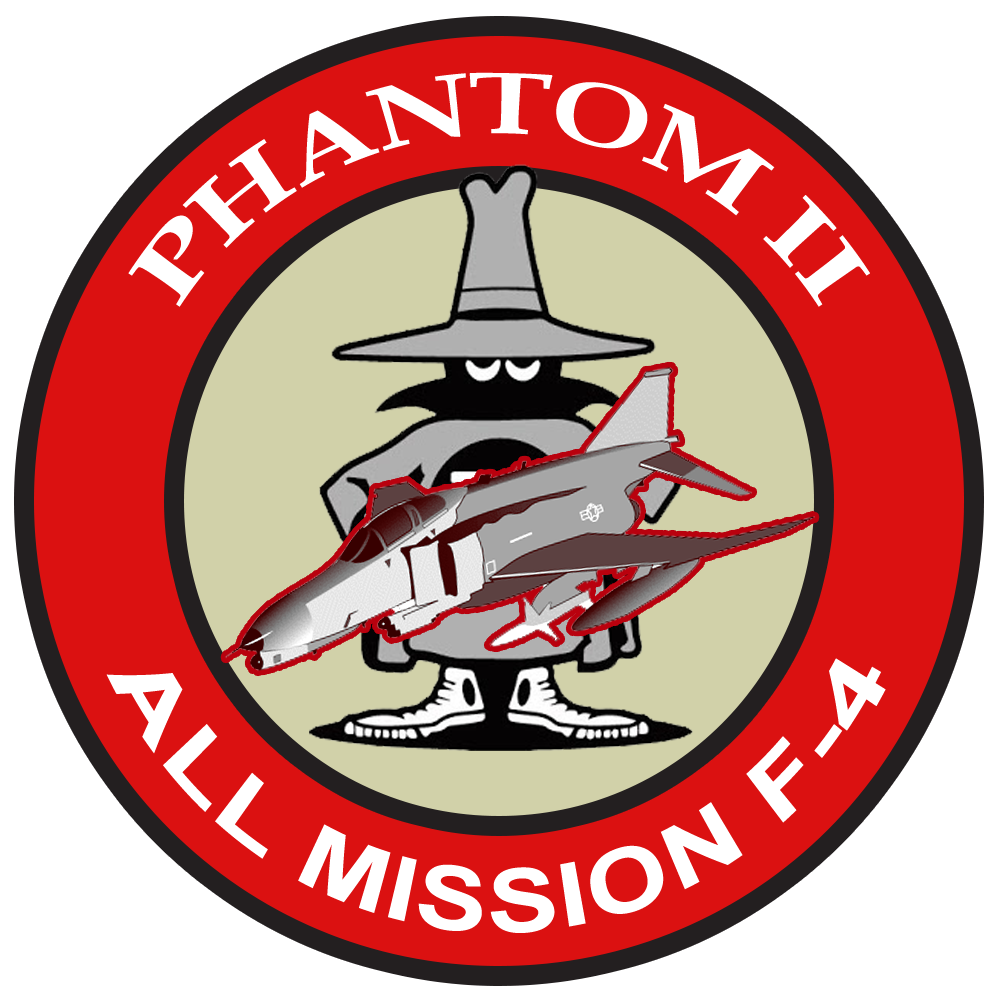
آرم سینه خلبان لیدر سوم هواپیمای مک‌دانل داگلاس اف-۴ فانتوم ۲ نیروی هوایی ارتش
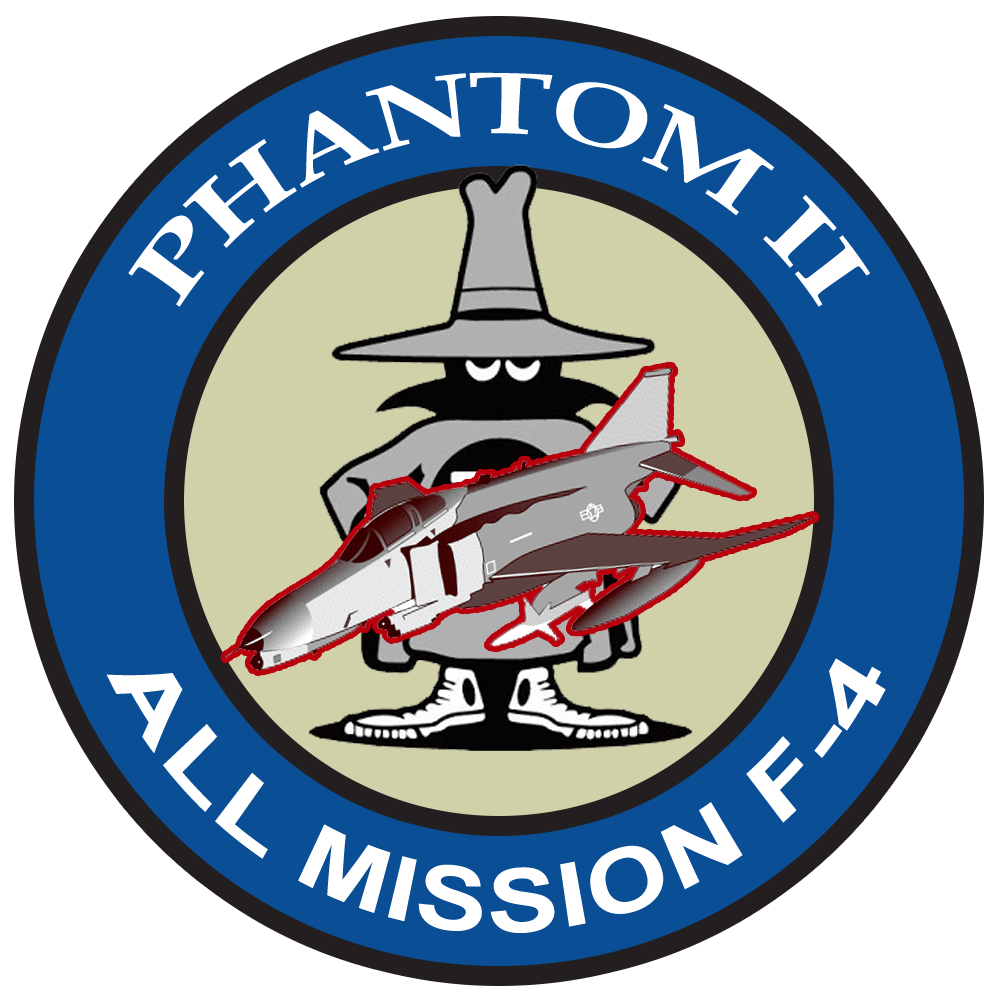
آرم سینه خلبان لیدر چهارم هواپیمای مک‌دانل داگلاس اف-۴ فانتوم ۲ نیروی هوایی ارتش
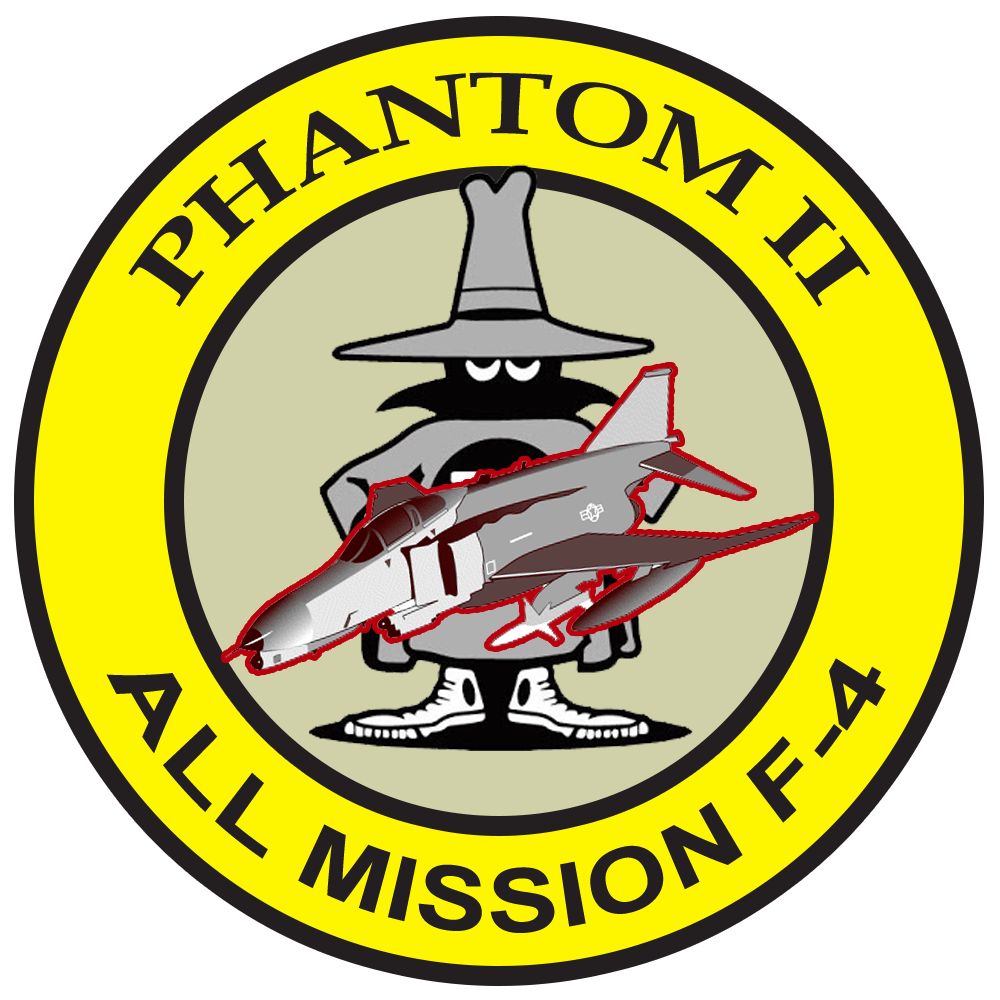
آرم سینه خلبان کابین عقب هواپیمای مک‌دانل داگلاس اف-۴ فانتوم ۲ نیروی هوایی ارتش
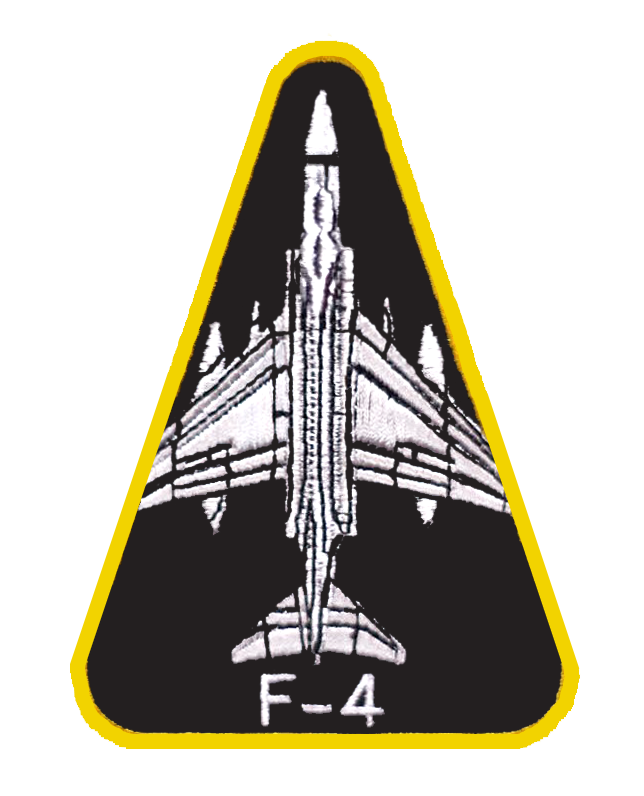
آرم بازوی استاد خلبان لیدر هواپیمای مک‌دانل داگلاس اف-۴ فانتوم ۲ نیروی هوایی ارتش

### کتابشناسی
- Angelucci, Enzo. The American Fighter. Sparkford, Somerset, UK: Haynes Publishing Group, 1987. شابک ‎۰−۸۵۴۲۹−۶۳۵−۲.
- Beit-Hallahmi, Benjamin. The Israeli Connection: Whom Israel Arms and Why. London: I.G. Tauris, 1987. شابک ‎۱−۸۵۰۴۳−۰۶۹−۱.
- Bishop, Farzad and Tom Cooper. Iranian F-4 Phantom II Units in Combat (Osprey Combat Aircraft #37). Oxford, UK: Osprey Publishing Limited, 2003. شابک ‎۹۷۸−۱−۸۴۱۷۶−۶۵۸−۴.
- Bowers, Peter M. and Enzo Angellucci. The American Fighter. New York: Orion Books, 1987. شابک ‎۰−۵۱۷−۵۶۵۸۸−۹.
- Burden, Rodney, Michael I. Draper, Douglas A. Rough, Colin R. Smith and David L. Wilton. Falklands: The Air War. London: Arms and Armour Press, 1986. شابک ‎۰−۸۵۳۶۸−۸۴۲−۷.
- Burgess, Richard E. The Naval Aviation Guide, 4th ed. Annapolis, Maryland: Naval Institute Press, 1985. شابک ‎۰−۸۷۰۲۱−۴۰۹−۸.
- Calvert, Denis. Le Tigri della RAF (RAF's Tigers)(in Italian). Aerei magazine N.5, Parma, Italy: Delta editrice, 1991.
- Carrara, Dino. Phantom Targets: The USAFs Last F-4 Squadron. Air International, Volume 71, no. 5, November 2006. Stamford, Lincolnshire, UK: Key Publishing, pp. 42–48.ISSN 0306-5634.
- Cooper, Tom and Farzad Bishop. Target Saddam's Reactor: Israeli and Iranian Operations Against Iraqi Planes to Develop Nuclear Weapons. Air Enthusiast, No. 110, March/April 2004. pp. 2–12.ISSN 0143-5450.
- Davies, Peter E. USAF F-4 Phantom II MiG Killers 1965-68 (Osprey Combat Aircraft #45). Oxford, UK: Osprey Publishing Limited, 2004. شابک ‎۹۷۸−۱−۸۴۱۷۶−۶۵۶−۰.
- Davies, Peter E. USAF F-4 Phantom II MiG Killers 1972-73 (Osprey Combat Aircraft #55). Oxford, UK: Osprey Publishing Limited, 2005. شابک ‎۹۷۸−۱−۸۴۱۷۶−۶۵۷−۷.
- Donald, David. RAF Phantoms. Wings of Fame. London: Aerospace. Volume 15, 1999. pp. 4–21. شابک ‎۱−۸۶۱۸۴−۰۳۳−۰.
- Donald, David and Jon Lake, eds. Desert Storm: The First Phase.  World Air Power Journal. London: Aerospace, Volume 5, Spring 1991.ISSN 0959-7050.
- Donald, David and Jon Lake, eds. Desert Storm: Gulf Victory. World Air Power Journal. London: Aerospace, Volume 6, Summer 1991.ISSN 0959-7050.
- Donald, David and Jon Lake, eds. Encyclopedia of World Military Aircraft. London: AIRtime Publishing, 1996. شابک ‎۱−۸۸۰۵۸۸−۲۴−۲.
- Donald, David and Jon Lake, eds. McDonnell F-4 Phantom: Spirit in the Skies. London: AIRtime Publishing, 2002. شابک ‎۱−۸۸۰۵۸۸−۳۱−۵.
- Dorr, Robert F. Navy Phantoms in Vietnam. Wings of Fame, Volume 1, 1995. London: Aerospace Publishing. شابک ‎۱−۸۷۴۰۲۳−۶۸−۹.
- Dorr, Robert F. "McDonnell F3H Demon". Aeroplane. Volume 36, No. 3, March 2008, pp. 58–61. London: IBC.
- Dorr, Robert F. and Chris Bishop, eds. Vietnam Air War Debrief. London: Aerospace Publishing, 1996. شابک ‎۱−۸۷۴۰۲۳−۷۸−۶.
- Dorr, Robert F. and Jon Lake. Fighters of the United States Air Force. London: Temple Press, 1990. شابک ‎۰−۶۰۰−۵۵۰۹۴-X.
- Dorr, Robert F. Phantoms Forever. London: Osprey Publishing Limited, 1987. شابک ‎۰−۸۵۰۴۵−۷۴۲−۴.
- Eden, Paul ed. The Encyclopedia of Modern Military Aircraft. London: Amber Books Ltd, 2004. شابک ‎۱−۹۰۴۶۸۷−۸۴−۹.
- Elward, Brad and Peter Davies. US Navy F-4 Phantom II MiG Killers 1965-70 (Osprey Combat Aircraft #26). Oxford, UK: Osprey Publishing Limited, 2001. شابک ‎۹۷۸−۱−۸۴۱۷۶−۱۶۳−۳.
- Elward, Brad and Peter Davies. US Navy F-4 Phantom II MiG Killers 1972-73 (Osprey Combat Aircraft #30). Oxford, UK: Osprey Publishing Limited, 2002. شابک ‎۹۷۸−۱−۸۴۱۷۶−۲۶۴−۷.
- Freeman, CJ and Gunston, Bill Consulting ed. The Encyclopedia of World Airpower. Crown Publishers, 1979. شابک ‎۰−۵۱۷−۵۳۷۵۴−۰.
- Fricker, John. "Boeing /McDonnell Douglas F-4 Phantom II Current Operators". World Air Power Journal. London: Aerospace, Volume 40, Spring 2000. شابک ‎۱−۸۶۱۸۴−۰۴۳−۸.
- Green, William and Gordon Swanborough. The Great Book of Fighters. St. Paul, Minnesota: MBI Publishing, 2001. شابک ‎۰−۷۶۰۳−۱۱۹۴−۳.
- Grossnick, Roy and William J. Armstrong. United States Naval Aviation, 1910–1995. Annapolis, Maryland: Naval Historical Center, 1997. شابک ‎۰−۱۶−۰۴۹۱۲۴-X.
- Gunston, Bill ed. The Illustrated History of Fighters. New York, New York: Exeter Books Div. of Simon Schuster, 1981. شابک ‎۰−۸۹۶۷۳−۱۰۳−۰.
- Gunston, Bill Consulting ed. The Encyclopedia of World Airpower. Crown Publishers, 1979. شابک ‎۰−۵۱۷−۵۳۷۵۴−۰.
- Higham, Robin and Carol Williams. Flying Combat Aircraft of USAAF-USAF (Vol.2). Manhattan, Kansas: Sunflower University Press, 1978. شابک ‎۰−۸۱۳۸−۰۳۷۵−۶.
- Hobson, Chris. Vietnam Air Losses, USAF, USN, USMC, Fixed-Wing Aircraft Losses in Southeast Asia 1961–1973. North Branch, Minnesota: Specialty Press, 2001. شابک ‎۱−۸۵۷۸۰−۱۱۵−۶.
- Jefford, C.G. RAF Squadrons: A Comprehensive Record of the Movement and Equipment of All RAF Squadrons and Their Antecedents Since 1912:. Shrewsbury, UK: Airlife Publishing, 2nd edition, 2001. شابک ‎۱−۸۴۰۳۷−۱۴۱−۲
- Jones, Lloyd S. U.S. Fighters: 1925–1980s. Fallbrook, California: Aero Publishers, Inc. , 1975. شابک ‎۰−۸۱۶۸−۹۲۰۰−۸.
- Knaack, Marcelle Size. Encyclopedia of U.S. Air Force Aircraft and Missile Systems: Volume 1 Post-World War II Fighters 1945–1973. Washington, DC: Office of Air Force History, 1978. شابک ‎۰−۹۱۲۷۹۹−۵۹−۵.
- Lake Jon. McDonnell F-4 Phantom: Spirit in the Skies. London: Aerospace Publishing, 1992. شابک ‎۱−۸۸۰۵۸۸−۰۴−۸.
- List, Friedrich. "German Air Arms Review". Air International, Volume 70, No. 5, May 2006, pp. 50–57. Stamford, Lincolnshire, UK: Key Publishing.ISSN 0306-5634.
- Melampy, Jake. "Phantoms West". Air International, Volume 80, No. 1, January 2011, pp. 36–38. Stamford, Lincolnshire, UK: Key Publishing.ISSN 0306-5634.
- Nordeen, Lon. Fighters Over Israel: The Story of the Israeli Air Force from the War of Independence to the Bekaa Valley. London: Guild Publishing, 1991. شابک ‎۱−۸۵۳۶۷−۰۹۸−۷.
- Richardson, Doug and Mike Spick. F-4 Phantom II (Modern Fighting Aircraft, Volume 4) . New York: Arco Publishing, 1984. شابک ‎۰−۶۶۸−۰۶۰۶۸−۹.
- Swanborough, Gordon and Peter Bowers. United States Military Aircraft Since 1909. Washington, District of Columbia: Smithsonian, 1989. شابک ‎۰−۸۷۴۷۴−۸۸۰−۱.
- Swanborough, Gordon and Peter Bowers. United States Navy Aircraft since 1911. London: Putnam, 1976. شابک ‎۰−۳۷۰−۱۰۰۵۴−۹.
- Taylor, Michael J.H. Jane's American Fighting Aircraft of the 20th century. New York: Mallard Press, 1991. شابک ‎۰−۷۹۲۴−۵۶۲۷−۰.
- Thetford, Owen. British Naval Aircraft since 1912. London: Putnam, Fourth Edition, 1994, pp. 254–255. شابک ‎۰−۸۵۱۷۷−۸۶۱−۵.
- Thornborough, Anthony M. and Peter E. Davies. The Phantom Story. London: Arms and Armour Press, 1994. شابک ‎۱−۸۵۴۰۹−۱۲۱−۲.
- Wagner, Ray. American Combat Planes, Third Enlarged Edition. New York: Doubleday, 1982. شابک ‎۰−۳۸۵−۱۳۱۲۰−۸.
- Wilson, Stewart. Phantom, Hornet and Skyhawk in Australian Service. Weston Creek, ACT, Australia: Aerospace Publications, 1993. شابک ‎۱−۸۷۵۶۷۱−۰۳-X.